# Félix Leclerc
 (octobre 2024).
Pour les articles homonymes, voir Félix Leclerc (homonymie) et Leclerc.
Joseph Félix Eugène Leclerc, dit Félix Leclerc, né le 2 août 1914 à La Tuque au Québec et mort le 8 août 1988 à Saint-Pierre-de-l'Île-d'Orléans au Québec, est un auteur-compositeur-interprète, poète, écrivain, animateur de radio et de télévision, scénariste, metteur en scène et acteur québécois. Pionnier de la « chanson poétique » québécoise par le biais d'une œuvre intimement liée à la nature et au territoire, il s'engage notamment pour l'indépendance du Québec et la défense de la langue française.
Véritable « émissaire culturel » du Québec à l'étranger, Félix Leclerc connaît un fulgurant succès en France au début des années 1950. Grand officier de l'Ordre national du Québec et chevalier de la Légion d'honneur, il contribue à faire reconnaître le Québec comme un pays francophone doté de sa propre culture. Figure de proue du mouvement des chansonniers populaires au Québec, il inspire également d'éminentes figures de la chanson française, notamment Georges Brassens, Jacques Brel et Guy Béart. Depuis 1979, les récompenses de la chanson québécoise, remises au Gala de l'ADISQ, s’appellent les prix Félix en hommage au chansonnier.

## Biographie

### Enfance et formation

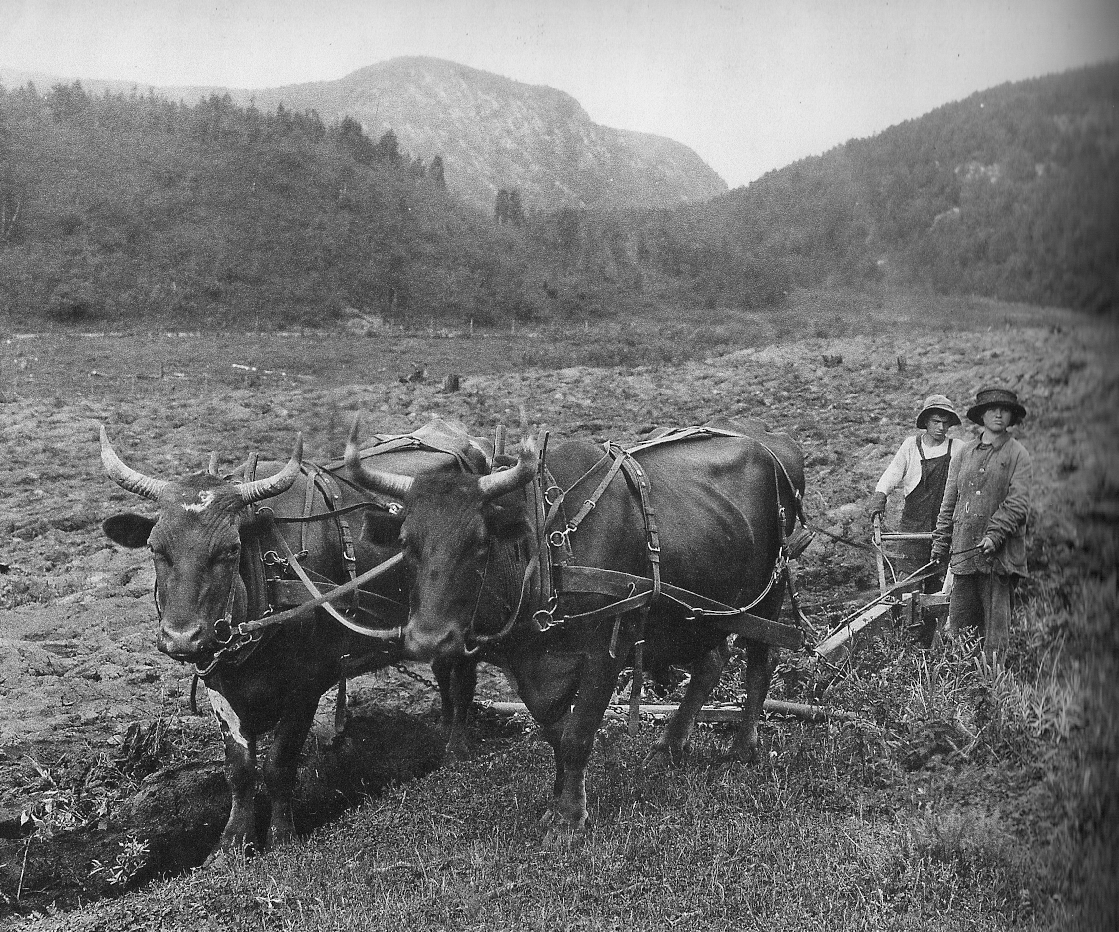
Labours à La Tuque, vers 1926.

Félix Leclerc naît le 2 août 1914 à La Tuque, au Québec, quelques jours avant l'entrée du Canada dans la Grande Guerre. Il grandit au 168, rue Tessier (qu'il renomme rue Claire-Fontaine dans son livre de souvenirs Pieds nus dans l'aube). Il est le sixième des onze enfants de Fabiola Parrot (1880-1946), petite-fille d'un immigrant français de confession luthérienne originaire de Valentigney, en Franche-Comté, et de Léonidas (dit Léo) Leclerc (1879-1965). Il jouit d'une belle enfance, sa mère lui inculquant un « art de vivre simple et profond ». Le jeune Félix grandit attaché aux valeurs familiales, à l'amitié et à la nature qui l'entoure. À La Tuque, il cultive un amour des grands espaces qui anime par la suite son œuvre durant toute sa vie, notamment à travers ses contes, qui rappellent les Fables de La Fontaine.
Son père, illettré, est commerçant de chevaux et d'équipement de chantier. Léonidas Leclerc devient vite un homme prospère, notamment grâce au permis d'alcool qu'il réussit à obtenir. Peu de temps après la naissance de Félix, il ajoute deux étages à la grande maison familiale et loue des chambres aux bûcherons, aux draveurs et parfois même aux patrons de passage dans la région,. Le soir, Léo Leclerc fait profiter tout ce beau monde de ses talents de conteur.
Félix Leclerc ne cache pas son émerveillement pour ce père « à la parole rare, mais à l'acte plus éloquent que les phrases bien tournées »,. Il s'intéresse très tôt à la musique et à la dramaturgie. À l'époque, une fois par année, des Latuquois présentent une pièce de théâtre : c'est un moment qu'il attend avec impatience. Cette passion prend également source dans les histoires que sa mère lui raconte alors le soir.
Dans Pieds nus dans l'aube, il exprime toute l'admiration qu'il lui voue,:

« Notre mère (comme bien des mamans des pays neufs, à qui naturellement
incombe la tâche de tenir allumée la lampe intérieure) fut notre pilote sûr et
joyeux devant les innombrables remous. Elle aurait tenu la barre d'une galère de
pirates, pourvu que la destination fût “par en haut”. […] maman [comme un
colporteur], voulait nous vendre une chose, une façon de penser, la façon de
penser, en d'autres termes : l'art de vivre. […] Les hommes des bois la respectaient
comme on respecte une croix au carrefour des routes. »

Félix Leclerc fait ses études primaires chez les frères maristes, toujours à La Tuque. À l'âge de 12 ans, il entame des études secondaires au juvénat d'Ottawa, dont il ne revient qu'à la fin de chaque année. Juste avant de quitter La Tuque pour la capitale canadienne, il est approché par des recruteurs cléricaux qui voient en lui un potentiel pour la vie religieuse. On vante ses « qualités morales, intellectuelles et physiques », au grand plaisir de sa mère, qui espère voir l'un de ses fils porter la soutane. Ce rêve ne se concrétise pas, mais l'imaginaire religieux ne manque pas de teinter l'œuvre du chansonnier. À Ottawa, Félix Leclerc suit des cours de belles-lettres et de rhétorique, mais la Grande Dépression économique des années 1930 le contraint d'y mettre fin. Il rentre alors à Sainte-Marthe-du-Cap (à Trois-Rivières), où il aide ses parents à exploiter une terre qu'ils ont achetée.
Malgré son envie de contribuer à l'économie familiale à Sainte-Marthe-du-Cap, le jeune Félix comprend vite qu'il n'est pas fait pour le dur labeur des travaux agricoles. Constamment distrait, il passe son temps à écrire dans un petit calepin ou à déambuler dans les champs. Félix Leclerc s'intéresse déjà au théâtre, notamment à Molière et à Shakespeare. Le soir, il récite ses poèmes et chante en s'accompagnant d'une guitare. Il interprète des chansons de La Bolduc, de Lucienne Boyer ou encore de Mireille. Durant ces soirées, Félix Leclerc chante également ses compositions, dont la première est sa chanson Notre sentier.

### Les débuts à la radio

#### Premiers emplois et mariage
Félix Leclerc occupe divers petits emplois avant de devenir animateur pour la radio CHRC de Québec entre 1934 et 1937. C'est sa cousine, Louise Leclerc, qui lui trouve une place : elle use de l'influence de son père auprès de Narcisse Thivierge, le propriétaire de CHRC. Félix Leclerc est fasciné par cet outil technologique qui ouvre de nouvelles portes de diffusion culturelle. Dans Le Club du coucou, l'émission qu'il anime, il invite des artistes comme Jean Sablon, La Palma de l'Empire, Reda Caire, Lys Gauty, Roméo Mousseau, Jean Lalonde et Fernand Perron. Leclerc assume son rôle avec humour, ouvrant et fermant son émission sur fond de God Save the King, l'hymne national britannique. Il expliquera ainsi cette démarche : « Fallait bien faire plaisir à ces quarante familles anglaises unilingues de la Capitale et leur démontrer que moi, j'étais bilingue ». Félix Leclerc loge alors chez son frère Grégoire avec qui il discute d'actualité, commentant notamment les articles du Soleil et de L'Action catholique.
Leclerc ne se contente pas du rôle d'animateur. Alors qu'il est à CHRC, il achète, à crédit, sa première guitare et finit d'écrire Notre sentier, sa première chanson. Il prend des cours de guitare chez un certain Louis Angellilo, qui lui dira finalement : « Continuez par vous-même monsieur Félix, vous avez trouvé votre propre style et je ne veux pas vous influencer ». En 1937, animé d'une soif de changement, il retourne à Sainte-Marthe-du-Cap, où, pour écrire, il compte s'inspirer de la nature, des champs et des oiseaux. Ce retour au bercail tombe à point puisque, dès la fin de l'année 1937, une nouvelle opportunité d'emploi pointe le bout du nez : son collègue Yvan Desève l'invite à collaborer à l'aménagement d'une nouvelle station à Trois-Rivières (Mauricie), à cinq minutes de la maison familiale. Ainsi, Félix Leclerc embarque dans une nouvelle aventure radiophonique, cette fois-ci à CHLN. Il y côtoie des animateurs avec qui il se lie d'amitié et collabore au sein de divers projets artistiques, notamment des sketchs et des reportages. Le soir, il rentre en campagne, où il continue de rêver et d'écrire poèmes, sketchs radiophoniques et ébauches de chansonnettes, tout en aidant sa famille avec les travaux agricoles.

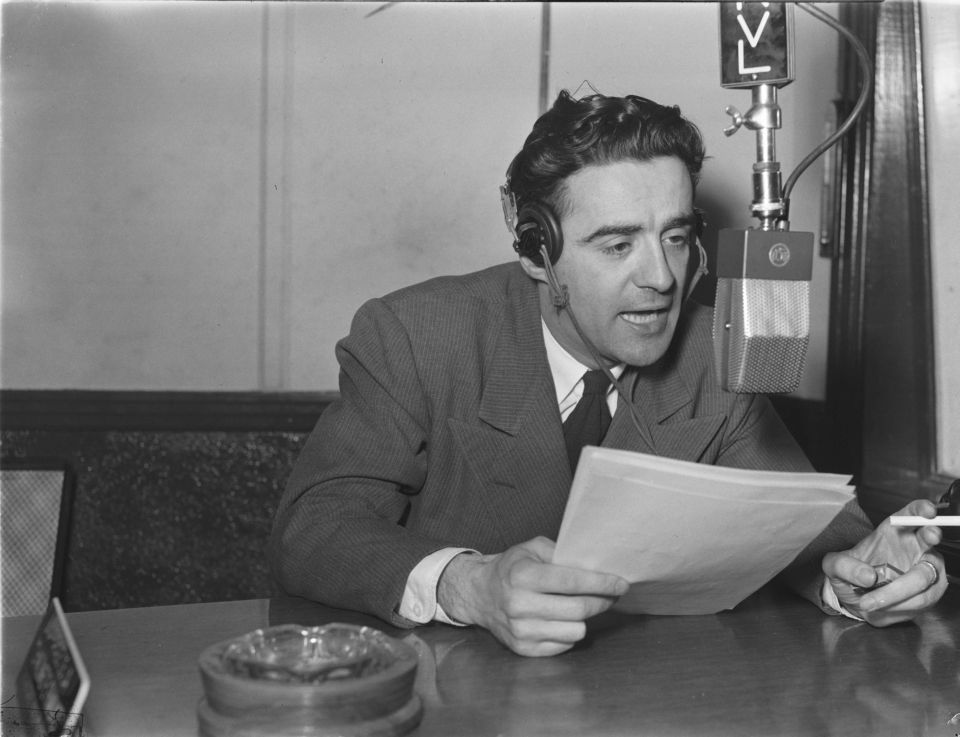
Le réalisateur Guy Mauffette. Il deviendra un véritable parrain pour Félix Leclerc, à qui il ouvre les portes de Radio-Canada.

Toujours en 1937, Félix Leclerc écrit des scénarios pour le compte de Radio-Canada à Trois-Rivières, développant des pièces dramatiques à la radio, comme Je me souviens, qui lui assure visibilité et notoriété. Cette notoriété tient surtout à sa qualité d'écriture, teintée d'un grand esprit poétique. Si les portes s'ouvrent à lui, c'est notamment parce qu'il se lie d'amitié avec Guy Mauffette, un réalisateur à Radio-Canada qui croit en lui et use de son influence auprès de la direction pour l'embaucher et lui offrir des opportunités.
Mauffette héberge même Félix Leclerc dans sa famille et le présente à d'influents producteurs. Ainsi, Henri Deyglun promet d'intégrer Leclerc dans son radioroman Les Secrets du docteur Morhanges et Paul L'Anglais lui propose de jouer dans une adaptation de Madame sans-gêne. Peu à peu les offres pleuvent : la carrière de Félix Leclerc est véritablement lancée. À Radio-Canada, Leclerc lit des poèmes et chante même ses premières chansons. Il joue aussi dans les feuilletons radiophoniques Rue Principale, Vie de famille et Un homme et son péché. Félix Leclerc, alors jeune comédien, tire une grande fierté d'être remarqué par Claude-Henri Grignon. À la même époque, il rencontre Les Compagnons de Saint-Laurent, une troupe avec laquelle il fait son entrée au théâtre.
En 1939, alors qu'éclate la Seconde guerre mondiale, Félix Leclerc est refusé à l'armée. L'examen médical révèle qu'il ne dispose pas de l'état physique nécessaire au service militaire : on lui trouve un souffle au cœur. Cette décision est loin de déplaire au principal intéressé, qui ne manque pas d'ambitions et d'opportunités professionnelles à ce moment-là. Félix Leclerc est également farouchement opposé à la guerre. Deux mois avant son examen médical, il écrit au ministre fédéral de la Justice, Ernest Lapointe :

« Vous qui avez les cheveux blancs et de l'expérience, vous comprendrez la nature de ma demande. Je sollicite votre intervention pour que l'on ne m'appelle pas aux armes. Je préférerais rester ici dans l'ennui et la vie ordinaire, plutôt que d'aller faire ces folles randonnées en bateau ou en avion. Je n'ai pas l'âme d'un bon soldat. Je fais, volontiers, le sacrifice de la vie militaire et de ses joyeuses tueries, de ses galons et de ses prises de terrain pour rester bêtement à l'arrière, sans aucun avancement. Si vous n'acquiescez pas à ma demande, Monsieur le ministre, j'irai tous les jours à la caserne pour tirer du fusil au-dessus des têtes. Et chaque matin, à l'heure de la chapelle, je vous exhorterai à protéger la vie plutôt qu'à donner la mort. Soit dit en passant, le chant des oiseaux me plaît davantage que les coups de canon. »

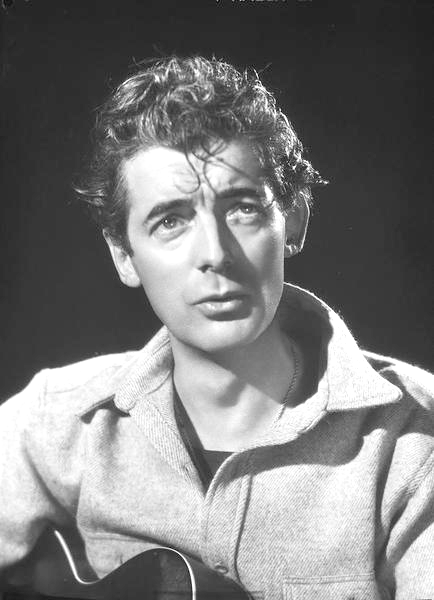
Félix Leclerc en 1951, à Paris.

Radio-Canada se révèle également source d'opportunités pour la vie personnelle de Leclerc. C'est là qu'il rencontre la comédienne Andrée Vien (1916-2005), originaire de Lauzon, qu'il épouse le 1er juillet 1942 à la cathédrale de Montréal,,. Celle qu'il surnommera affectueusement « Dedouche » fait à l'époque partie du service de publicité de Radio-Canada. Elle est la fille de Louis Vien, un militaire de carrière. À l'invitation de Félix Leclerc, c'est elle qui dactylographie Adagio, Allegro et Andante, une trilogie de recueils poétiques que Félix Leclerc publie en 1943 et 1944,. C'est le père Émile Legault, le directeur de troupe des Compagnons de Saint-Laurent, qui donne la bénédiction nuptiale. C'est également chez lui qu'ils logeront après leur voyage de noces au Saguenay-Lac-Saint-Jean. Félix Leclerc est encore un comédien timide accablé du syndrome de l'imposteur : le père Legault le pousse à surmonter ses doutes. Alors que la troupe s'apprête à jouer à Boston Le Médecin malgré lui et Les Précieuses ridicules de Molière, il lui tient des mots d'encouragement, à sa façon :

« Il n'y en a qu'un seul qui puisse tenir ce rôle de valet et c'est toi. Tu as le physique, la diction épaisse, la charpente maigre du lièvre domestique, le regard bête et la compréhension lente du pays. Tu es l'idéal. Voici le texte, apprends-le rapidement. »

#### Un public conquis, une critique cinglante
Le père Legault ne s'était pas trompé. Le consul de France à Boston, Paul Chambon, dira que ce furent les meilleures comédies jouées au New England Mutual Hall. Le succès est également au rendez-vous lorsque Félix Leclerc publie Adagio, Allegro et Andante en 1943 et 1944. Le public est conquis par ces contes d'inspiration paysanne. Un an et demi après leur publication, Allegio et Allegro atteignent les 15 000 exemplaires tirés alors que Andante, tiré à 35 000 exemplaires, fracasse des records. Mais dans le milieu littéraire, la réception critique de la trilogie de Leclerc est plutôt froide. Certains font même preuve d'une certaine condescendance à l'égard de son œuvre, à l'image de Louis Jean (Le Quartier latin), qui affirme que « la littérature qui néglige l'art pour reproduire exactement la vie, qu'on la nomme réalisme, ou paysannerie, est vouée à une mort certaine ». Victor Barbeau, fondateur de la Société des écrivains canadiens, est encore plus cinglant :

« Personne n'a objection que pour l'amusement de mineurs il lance ses bulles de savon sur les ondes, mais de grâce, qu'il ne prenne surtout pas ses savonnades pour de l'art. Ce fabricant de sucettes et de pommades n'invente pas, ne crée pas ; il salive et il transpire. C'est le conformisme lustré à la vaseline, la niaiserie montée en papillotes, la platitude découpée en caramels… »

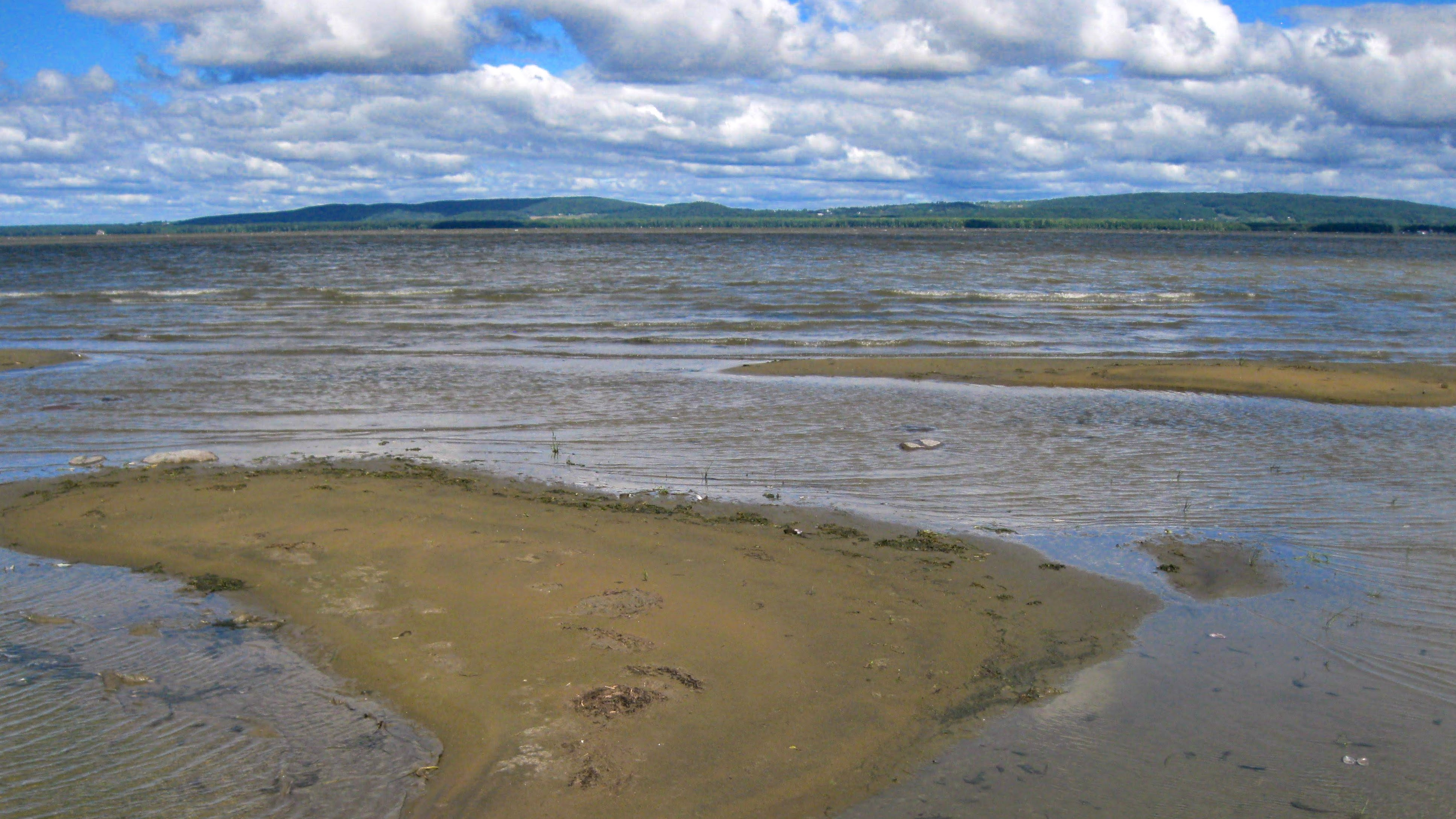
Le lac des Deux Montagnes.

En 1945, la mère de Félix Leclerc, Fabiola, rend l'âme. En 1946, il s'installe à Vaudreuil (Montérégie) avec sa femme, Andrée, et leur fils, Martin, né le 13 juillet de l'année précédente. Ils découvrent la région lorsque les Compagnons de Saint-Laurent s'y installent temporairement. Les Leclerc décident alors d'y acheter une maison devant le lac des Deux Montagnes. Félix Leclerc y passe son temps entre écriture et travaux agricoles. Il se lie d'amitié avec son voisin, l'agriculteur Rosaire Vinet, avec qui il partage un amour de la terre et de la ferme. Ce décor s'avère bénéfique au processus créatif de Félix Leclerc, qui s'en inspirera pour composer certains de ses plus grands succès : 

« Comme j’ai été heureux à Vaudreuil. […] J’y retrouvais la sérénité et les journées coulaient tranquilles. On aurait dit que le vent qui soufflait sur le lac des Deux Montagnes me donnait des ailes, m’inspirait des idées de création. C’est à Vaudreuil que j’ai commencé à écrire sérieusement… »

C'est en effet à Vaudreuil que Félix Leclerc écrit certaines des chansons les plus connues de son répertoire : Le Train du Nord, Moi, mes souliers, Le Roi heureux, L'Hymne au printemps ou encore La mer n'est pas la mer. Toujours en 1946, il fait un séjour à l’île d’Orléans et y écrit un roman, Le Fou de l’île. Au même moment, on publie son roman autobiographique Pieds nus dans l’aube, qui connaît un vif succès. Toujours très actif au théâtre, Félix Leclerc monte sa pièce Maluron avec Les Compagnons de Saint-Laurent (1947), publie bon nombre de ses scénarios et fonde, en 1948, la compagnie théâtrale VLM (Vien, Leclerc, Mauffette) avec son beau-frère Yves Vien et son ami Guy Mauffette,.
Il fera alors le tour du Québec pour présenter ses pièces, notamment Le P’tit Bonheur, que VLM présente au centre des loisirs de Vaudreuil et à l’auditorium du collège Bourget de Rigaud. En 1949, Félix Leclerc publie Dialogues d’homme et de bêtes, une série de treize contes d'abord écrits pour être lus à la radio. Au Québec, on commence à apprécier Félix Leclerc, mais « à très petite dose, sans créer de remous ».

### La consécration en France

#### Jacques Canetti, le gardien de la gloire
En 1950, l’impresario parisien Jacques Canetti est de passage au Québec afin de recruter de nouveaux talents à exporter en France. Ce « tsar du show business français » a pris sous son aile de futurs géants de la chanson française : Jacques Brel, Georges Brassens, Fernand Raynaud, Catherine Sauvage, Jacqueline François, Juliette Gréco, Guy Béart ou encore Cora Vaucaire. À Montréal, Canetti entend, par l'entremise du fantaisiste montréalais Jacques Normand, un enregistrement de la chanson Le Train du Nord. Vivement impressionné, il fait enregistrer à Félix Leclerc une douzaine de chansons aux studios de la station radiophonique montréalaise CKVL. Il l'invite ensuite à chanter en France, où il s'engage à se produire pendant cinq semaines au théâtre l'ABC, une salle de music-hall parisienne de 2 000 places. Félix Leclerc signe ensuite un contrat d'enregistrement de disques de cinq ans avec le label Polydor. Le père Émile Legault, des Compagnons de Saint-Laurent, exprime avec poésie le succès de Félix Leclerc en France :

« Un avion le dépose un jour, à l'aéroport du Bourget. Il descend en France, sa guitare en bandoulière, chaussé de godillots empruntés aux paysans de chez nous. Sur ses lèvres quelques chansons et, dans sa chevelure le parfum résineux de la forêt canadienne. « Il va se casser la gueule » (sic) disent les puristes. En quelques semaines, il devient l'enfant gâté, la coqueluche du Tout-Paris. »

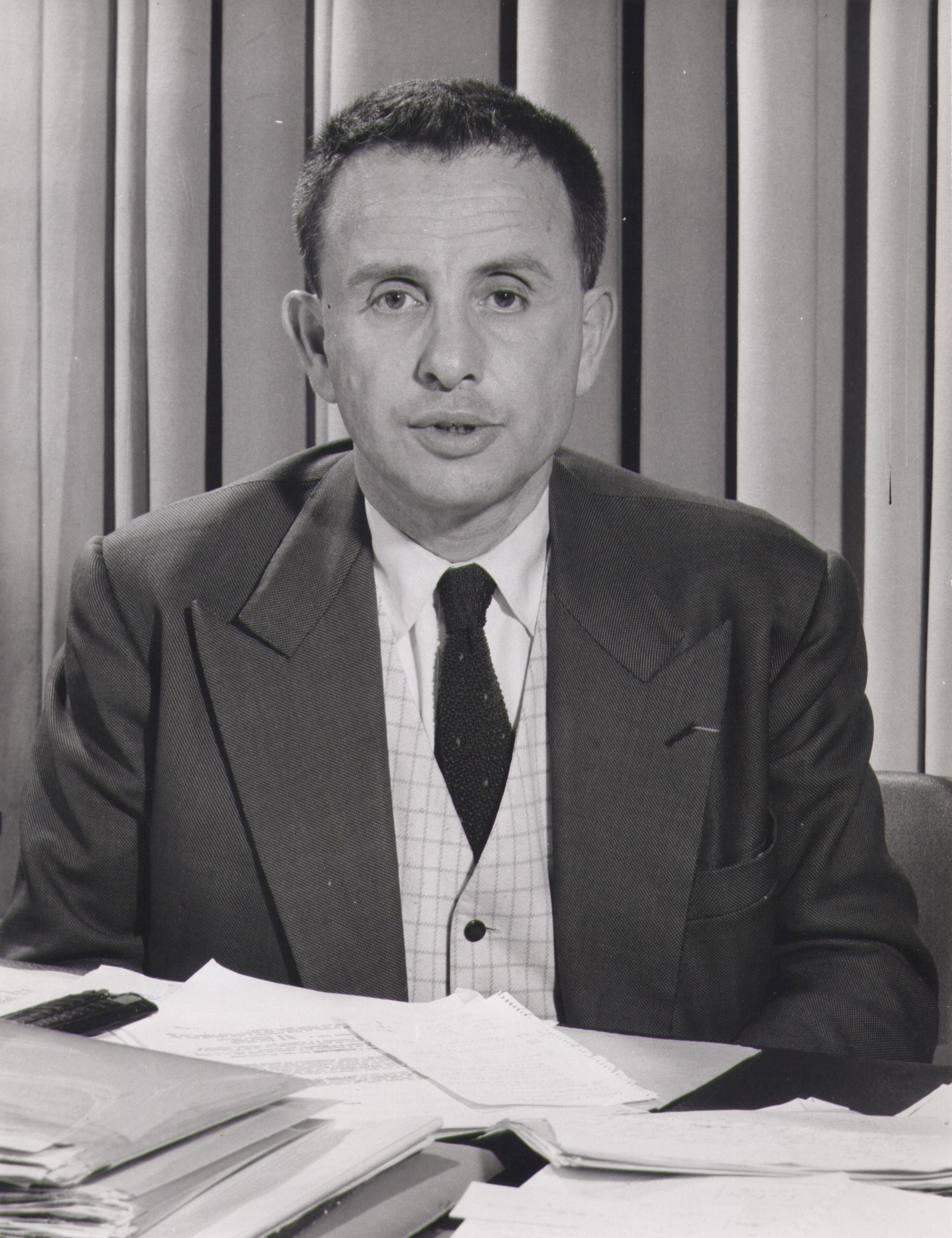
L'impresario parisien Jacques Canetti, à qui Félix Leclerc doit en grande partie sa consécration en France.

En octobre 1950, son premier 78 tours est mis en marché. Le répertoire de Leclerc tourne en boucle dans les radios parisiennes et sa chanson Le P'tit Bonheur obtient une place de choix dans les palmarès. Le 23 décembre 1950, Félix Leclerc chante pour la première fois à l'ABC de Paris. Celui que l'on appelle désormais « le Canadien » provoque un véritable affolement dans la capitale française. Le lendemain de sa prestation à l'ABC, dans la revue Mon programme, le critique L.-R. Dauven témoigne :

« La soirée fut pour Leclerc triomphale. On découvre avec une surprise joyeuse un artiste qui ne doit rien à personne, qui ne se préoccupe pas de suivre la mode ou de faire songer à tel ou tel de ses aînés, un gars rude et simple qui, d'une très belle voix grave, chante les choses et les gens qu'il aime, ses montagnes, ses prairies et les jolies filles de la vallée. Un souffle d'air pur passe dans la salle… Félix a conquis Paris. »

Une semaine plus tard, le légendaire Maurice Chevalier a des mots similaires pour Leclerc, alors qu'il l'accueille fraternellement à un cabaret de Montmartre. Au microphone, il dit du chansonnier québécois qu'il « apporte un vent de fraîcheur provenant des rives de son fleuve Saint-Laurent » et qu'il est « l'un des plus grands poètes de notre époque ». D'autres figures de proue de la chanson française couvrent également d'éloges Leclerc, Charles Trenet déclarant publiquement qu'il est le premier chanteur, depuis plusieurs décennies, à apporter du neuf à ce genre musical. L'immense Édith Piaf, qui assiste aux spectacles du chansonnier, lui écrit un petit billet personnel : « Vos chansons sont tellement belles que je ne pourrais pas y rendre justice en les interprétant ».
Alors que Félix Leclerc envisageait initialement de rester trois mois en France, il y passe finalement trois ans. À l'époque, on vient de tous les coins de l'Hexagone pour voir le chansonnier québécois fouler les planches des Trois Baudets, une salle de concert parisienne. Guidé par Jacques Languirand, un jeune journaliste québécois, Félix Leclerc déambule dans les rues de Paris, abasourdi par ce succès inattendu. Accompagné de nouveaux amis, il découvre le marché aux puces de Saint-Ouen, l'église de la Madeleine et les Halles. Fasciné par le « pays de ses ancêtres », il fait également quelques excursions hors de la capitale et visite Versailles, Montfort-L'Amaury, Clermont-Ferrand, Chartres, La Malmaison ou encore Fontainebleau. Le Latuquois n'oublie toutefois pas ses racines, écrivant à sa femme pour la rassurer et lui annoncer qu'elle devra bientôt débarquer à Paris avec leur fils, Martin, qui a presque six ans en 1951.
Ces derniers finissent par le rejoindre en février. Ils logent à l'hôtel Le Cristal, rue Saint-Benoît, tout près du Café de Flore. Félix Leclerc fait découvrir la ville à sa petite famille. Il croise Jean-Paul Sartre et Simone de Beauvoir au café Les Deux Magots, dans le 6e arrondissement de Paris. À l'époque, Leclerc étonne de par sa foi et contraste avec les milieux artistiques et intellectuels parisiens. Malgré toute l'attention dont il est l'objet, notamment de la part de la gent féminine, Félix Leclerc vit de façon « presque monastique », s'abstenant notamment de tout alcool.
En 1951, Félix Leclerc enregistre un premier album contenant notamment Moi, mes souliers, Le Train du Nord, Bozo et Le P'tit Bonheur, qu'il avait chantée pour la première fois en 1948, au Théâtre du Gésu à Montréal. La même année, il fait un bref retour au Québec. Son succès outre-Atlantique ne passe pas inaperçu : le maire de Montréal, Camilien Houde, l'invite à signer le livre d'or de la ville. Il est également honoré par la Chambre de commerce de Montréal, lors d'une soirée en compagnie de Jacques Canetti, Maurice Chevalier, Juliette Huot, Patachou et d'autres artistes. Il profite également de ce bref retour parmi les siens pour fouler cinq soirs de suite les planches du Continental. Son ami Jacques Normand le présente au public :

« Avant de vous faire entendre le célèbre chansonnier, permettez-moi de remercier la France et les critiques français qui nous ont révélé notre Félix Leclerc. S'il était né à Paris avant 1900, il aurait chanté ses rengaines dans les rues, au Lapin Agile et au Chat noir, comme Aristide Bruant, avec son écharpe rouge, son costume de velours, ses bottes et son chapeau à large bord. C'est un honneur de l'avoir parmi nous et de savoir que son talent et ses chansons font mieux connaître les Canadiens français au monde entier. »

Félix Leclerc est de retour en France après quelques jours au pays. Il ne se contente pas de l'Hexagone, puisqu'il profite également de ce voyage outre-Atlantique pour faire des tournées en Suisse, en Italie et en Afrique du Nord. À Carthage, en Tunisie, il est accueilli comme un diplomate, alors que de hauts dignitaires l'attendent à la sortie de l'avion en costume traditionnel. Il se produit même devant Farouk, l'ancien roi d'Égypte, qui invite le couple Leclerc à une réception royale et dont on dit qu'il aurait pleuré en entendant Le Roi heureux. À Rome, il chante pendant dix jours au prestigieux Open Gate. Au Vatican, Pierre Dupuis, ambassadeur du Canada en Italie, présente Félix Leclerc au pape Pie XII lors d'une audience privée. Pour le pieux chansonnier, cette rencontre restera un grand souvenir : « Ce fut un moment inoubliable, cette rencontre avec le Pape. Nous pleurions comme des enfants. Plus envie de rire, mais un grand désir de s'agenouiller et de ne pas bouger pour au moins une heure ».
Leclerc se présente au public accompagné uniquement de sa guitare, sans orchestre, une première en France. Il sera une source d'influence pour de grands noms de la chanson française comme Georges Brassens, Jacques Brel et Guy Béart. Jacques Brel est d'ailleurs très explicite à ce propos : « Croyez-le ou non, c’est l’audition du premier long jeu de Félix Leclerc qui m’a orienté vers la chanson définitivement ». Devenu ami de Raymond Devos, Leclerc partage avec lui un goût pour la langue française et le désir de défendre la création artistique de qualité.

#### Retour triomphal au Québec
Félix Leclerc revient au Québec en 1953. Il est accueilli en grande pompe au Centre des loisirs de Vaudreuil, où il présentait quelques années plus tôt sa pièce Le P'tit Bonheur. Cinq cents personnes participent à cette soirée animée par Guy Mauffette, à qui Leclerc doit ses premiers succès à la radio, parmi lesquelles de nombreux artistes, notamment Raymond Lévesque, auteur quelques années plus tard de l'iconique hymne Quand les hommes vivront d'amour. Dans son discours d'ouverture, le chansonnier explique, modestement, que ce qu'il a réalisé en France « n'est pas sensationnel » et qu'il doit tout aux valeurs de sa mère, à ses proches et à son sens du travail : « Celui qui cultive son champ avec application, au cours des années, doit s'attendre le moment venu à une belle récolte. C'est ce que je vous souhaite de tout mon cœur ». Dans Radiomonde, la journaliste Huguette Proulx souligne bien l'attachement que les Québécois peuvent porter à celui qui ne fut pourtant pas prophète en son pays :

« Malgré notre fierté et notre joie d'apprendre le triomphe de notre compatriote en France, il faudrait trouver un moyen de faire savoir aux Français que nous voulons bien leur prêter notre Félix Leclerc, mais que nous l'apprécions trop, ici, pour le leur céder en permanence. »

Son fulgurant succès, en France et ailleurs dans le monde, surprend. Le chétif, dont on se moquait gentiment hier, vient de conquérir le monde, sans rien changer à son allure, à ses textes ou à sa parlure, comme il se plaît à le dire lui-même. D’un coup, la chanson québécoise gagne ses lettres de noblesse. Dans son livre La Chanson québécoise des origines à nos jours (Éditions de l'Homme, 1974), Benoît L'Herbier tente d'expliquer le contraste entre le succès de Leclerc en France et son relatif anonymat au Québec :

« Si on analyse la situation froidement, Félix Leclerc constitue une grande vedette française qui vient chanter régulièrement au Québec. N'eût été Jacques Canetti, Félix serait sans doute retourné dans ce monde qu'il chante et qu'il habite tous les jours. Intrinsèquement québécois, Félix Leclerc passa pour ainsi dire inaperçu ici. Un fou paisible ! Seule la France l'apprécia à sa juste mesure, parce que le Québec, encore trop préoccupé par Duplessis et sa philosophie, ne put s'élever à son niveau. »

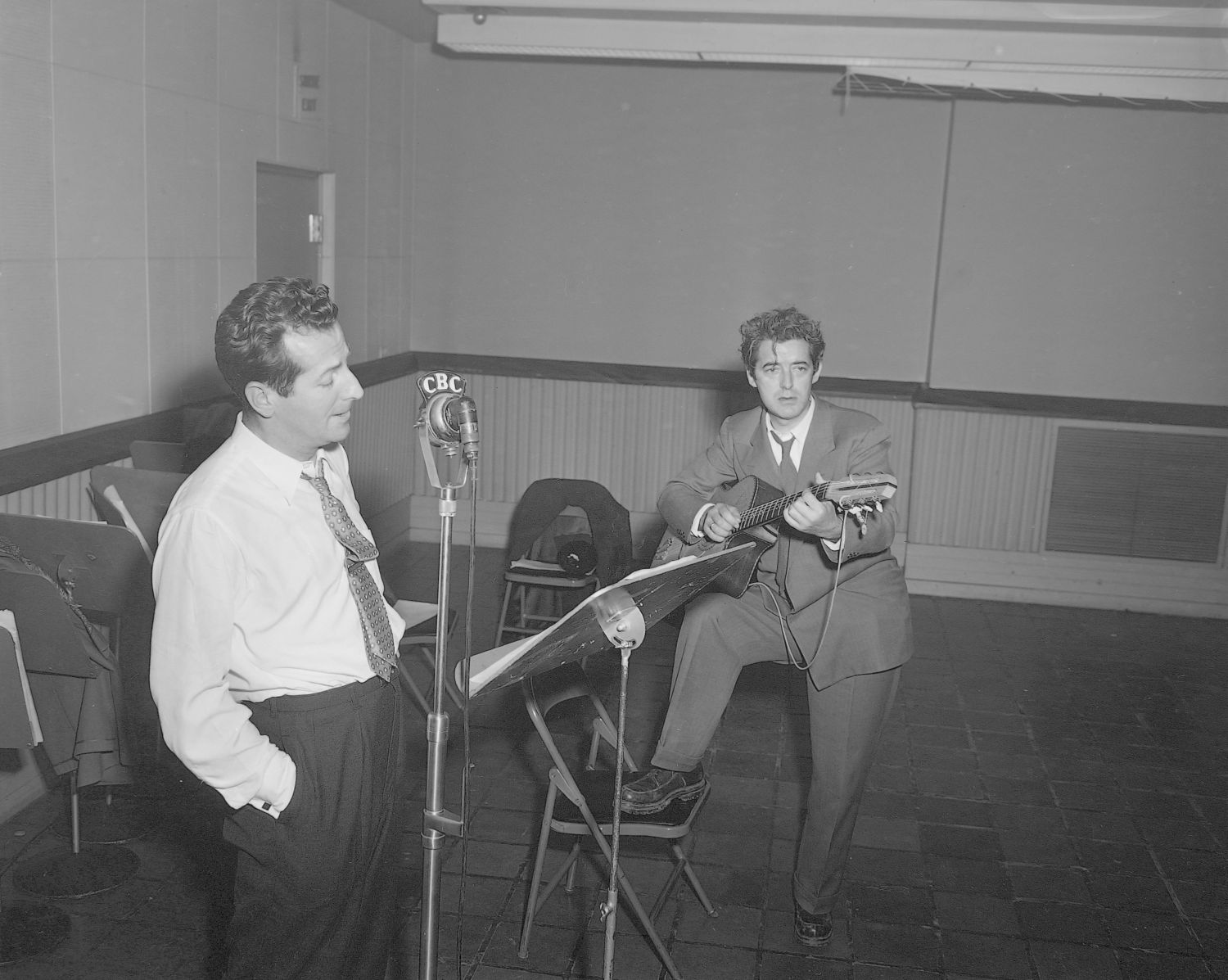
Félix Leclerc et l'acteur Jean-Pierre Masson en 1953.

Le retour triomphal de Félix Leclerc est ponctué d'apparitions à la télévision et de tournées à travers la province. À la demande de son ami Jean-Yves Bigras, il accepte de se produire au Café des Artistes. Toujours aussi polyvalent, il écrit également des télé-théâtres et une série pour la télévision de Radio-Canada, Nérée Tousignant. Il continue à donner des spectacles, entre autres dans les cabarets montréalais, où on l'entend au Café Continental dès le début des années 1950. Il est aussi présentateur dans le cadre de différentes émissions télévisées culturelles, dont l'une sur les légendes du Québec à Radio-Canada.
Félix Leclerc continue à écrire, à Vaudreuil, entre deux tempêtes de neige durant lesquelles il se déplace en traîneau à chien. En 1954, il met sur papier quelques nouvelles chansons : Le Petit Ours, L'Agité, Comme Abraham ou encore Chanson du pharmacien. Il est à l'époque très courtisé par les publicitaires, qui veulent profiter de son rayonnement nouvellement acquis pour faire la promotion de leurs produits. À l'exception d'une offre de promotion d'une marque de parfum dans le magazine Jours de France (son biographe Marcel Brouillard et sa femme, Andrée Vien, ne se l'expliquent pas), Félix Leclerc reste loin de ces offres, aussi alléchantes soient-elles. Il en va de même pour les généreux cachets qu'on lui propose pour se produire dans de grandes salles : il préfère souvent les refuser pour se produire dans des lieux plus modestes, comme des écoles de campagne. Leclerc est également sensible au sort de la relève. Toujours en 1954, il cède les droits de sa pièce Maluron aux Comédiens gavroches, une jeune troupe de théâtre. Ces derniers se produiront à Rigaud, Cartierville ou encore au théâtre de l'oratoire Saint-Joseph, dirigé par nulle autre que le père Émile Legault.
En 1955, Félix Leclerc publie le livre Moi, mes souliers, préfacé par Jean Giono, où il raconte sa vie à Vaudreuil et sa consécration à Paris. Au printemps, Leclerc apprend que sa comédie Le P'tit Bonheur doit être jouée par la Compagnie des Faux Nez en Suisse, à Lausanne, puis dans les régions avoisinantes. Il profite de cette occasion pour s'offrir un voyage dans les Alpes suisses au cours duquel il s'intéresse à la situation politique de ce pays où cohabitent de nombreux peuples distincts.
En 1956, Félix Leclerc et son épouse, Andrée Vien, achètent une nouvelle maison à Vaudreuil située au 186, chemin de l'Anse. Cette maison, qui appartenait à un agriculteur du nom d'Émilien Denis, est entourée de bâtiments de ferme, dont une grange que Félix Leclerc surnommera « l'auberge des morts subites ». L'Auberge des morts subites sera le titre de l'une de ses pièces de théâtre. Tous les matins, il s'installe à une table d'écriture qu'il a aménagée à l'étage de la maison. Leclerc y poursuit son œuvre, écrivant notamment les textes de ses pièces Sonnez les matines et les Temples. En 1957, Félix Leclerc accueille Jacques Canetti à Vaudreuil. Ce dernier, exténué par le travail, veut prendre du repos loin de Paris. Leclerc l'initie en douceur aux travaux agricoles et lui fait découvrir quelques nouvelles chansons de son répertoire. Canetti apprécie tellement ces découvertes qu'il emmène le Latuquois enregistrer un microsillon à Montréal. Cet album, intitulé Le train du nord, gagnera le Grand Prix du disque 1958. Félix Leclerc habitera cette seconde maison à Vaudreuil jusqu'en 1967. Après leur divorce, en 1968, Andrée Vien y restera quelque temps avec leur fils, Martin. Elle est vendue en 1973.
Au cours de l’année 1958, Félix Leclerc conçoit avec le père Bernard de Brienne le projet de partir conjointement, l'année suivante, en grande tournée de concerts en Europe, notamment en France. La même année, il remporte le grand prix de l’Académie Charles-Cros pour son deuxième album, Le Train du Nord. En 1959, le réalisateur Claude Jutra, de l'Office national du film du Canada (ONF), réalise Félix Leclerc troubadour, un documentaire filmé chez le chansonnier, à Vaudreuil. Félix Leclerc y discute avec la chanteuse Monique Leyrac et y interprète une partie de son répertoire.

### Succès et engagement

#### De nouveaux défis
Félix Leclerc ne tarde pas à reprendre la route. En janvier 1959, il est au port de New York pour une traversée de l'Atlantique qui doit le mener au Havre, en France. Au même moment, le théâtre du Rideau vert reprend sa pièce Sonnez les matines. Cette dernière essuie les critiques de certains journalistes qui accusent Leclerc de moralisme et de négation des « règles fondamentales d'écriture ». Quelques années après son immense succès en France, Félix Leclerc a encore de la difficulté à digérer les sévères critiques de ses compatriotes québécois. La déception est d'autant plus grande qu'il accorde beaucoup d'importance à la dramaturgie, lui qui se considère plus comme un « homme qui chante » que comme un chanteur.
Accompagné par sa femme et son fils Martin, Félix Leclerc enregistre de nouvelles chansons en France et accorde des entrevues aux médias. ll continue de déambuler à Paris, se recueillant notamment devant la tombe de Jean de La Fontaine, l'un de ses auteurs préférés, au cimetière du Père-Lachaise. Les Leclerc voyagent également en Bretagne, où ils ont l'occasion d'en apprendre plus sur ses ancêtres acadiens qui ont pêché au large des côtes américaines quelques centaines d'années plus tôt.
Au début des années 1960, Félix Leclerc se concentre sur l'écriture, à Vaudreuil. Il crée quelques nouvelles chansons, notamment Je cherche un abri, Chanson en russe et La vie, l'amour, la mort. En 1961, il publie Le Calepin d’un flâneur, un recueil de pensées. Le chansonnier y compile des réflexions sur divers sujets, notamment la nature, la pauvreté ou encore son rapport au Québec. La même année, il est invité à signer le livre d'or de sa ville natale, La Tuque, par le maire Lucien Filion, un ancien camarade de classe. L'année suivante, en 1962, Félix Leclerc, son père Léonidas et son fils Martin sortent miraculeusement indemnes d’un très grave accident automobile. Alors que Martin, âgé de 17 ans, s'en sort avec un œil au beurre noir, Félix et Léonidas Leclerc sont transportés d'urgence à l'hôpital de Drummondville.
Même s'il est concentré sur la chanson, Félix Leclerc reste néanmoins toujours actif au théâtre. En 1963, il présente sa pièce L’Auberge des morts subites au théâtre du Gesù et à celui du Monument-National. La pièce connaît un vif succès et 155 représentations sont données à travers tout le Québec. Au printemps 1964, à l'initiative de Jacques Canetti, Le p'tit bonheur est jouée aux Trois Baudets, à Paris. La même année, Félix Leclerc présente la pièce Le roi viendra demain à la télévision de Radio-Canada.
Malgré le succès, il s'agit d'années assez difficiles dans sa vie personnelle, alors que son père meurt en 1965 et qu'il divorce de sa femme, Andrée Vien, en 1968. Cette année-là, il fait l'acquisition d'une terre sur l'île d'Orléans et sa nouvelle conjointe, Gaëtane Morin (1940-2018), qu'il connaît depuis 1966, donne naissance à une fille, Nathalie, à Boulogne-Billancourt (banlieue parisienne). En plus d’être la sœur de Claude Morin, alors sous-ministre des Affaires intergouvernementales du Québec, Gaëtane Morin est à l'époque la secrétaire du sous-ministre Jacques Parizeau. Elle est originaire de Montmorency (ancienne ville et quartier de Beauport). Notons que Morin et Parizeau, qui ont travaillé pour le gouvernement de Jean Lesage, se rejoindront au Parti québécois de René Lévesque, ancien ministre des Richesses naturelles sous Lesage, qui prendra le pouvoir en 1976.
Toujours en 1968, Félix Leclerc fait paraître le livre Chansons pour tes yeux. En 1969, il est l'auteur de l’un de ses albums les plus populaires : J’inviterai l’enfance. Pendant quatre ans, entre 1968 et 1972, le chansonnier Latuquois retrouve la gloire en France, en Suisse et en Belgique. Galvanisé par sa nouvelle vie sentimentale, il enchaîne les tournées dans la francophonie, présentant ses pièces de théâtre au quatre coins de l'Europe. Il revient parfois au Québec pour se produire parmi les siens, notamment au Palais Montcalm de Québec en 1969). Il retourne également au Québec pour régulariser sa situation conjugale : le 23 décembre 1969, Félix Leclerc épouse Gaétane Morin à Saint-Hyacinthe.

#### Félix Leclerc, patriote
À la fin des années 1960, dans un Québec qui vibre au rythme des bouleversements de la Révolution tranquille, Félix Leclerc déclare « Je veux être témoin de notre révolution. » et rentre définitivement au pays. Il pense même prendre sa retraite prématurément et se concentrer sur la construction de sa maison sur l'île d'Orléans. Le poète, qui ne se considère pas comme un chanteur engagé (il préfère dire qu'il fait « du patriotisme » plutôt que de la politique), s'engage néanmoins. À la suite de graves événements politiques au Québec au début des années 1970 (notamment la crise d'Octobre), Félix Leclerc affiche ouvertement ses positions souverainistes. Il enregistre deux des chansons les plus sombres de son répertoire, L’Alouette en colère (qui traite de ces événements) et Les 100 000 Façons de tuer un homme, et déclare :

« J’ai marché pendant trop longtemps dans les sentiers fleuris et embaumés. Il est plus que temps que j’emprunte des sentiers plus fréquentés, les chemins trop souvent piégés sur lesquels marchent six millions de mes frères. »

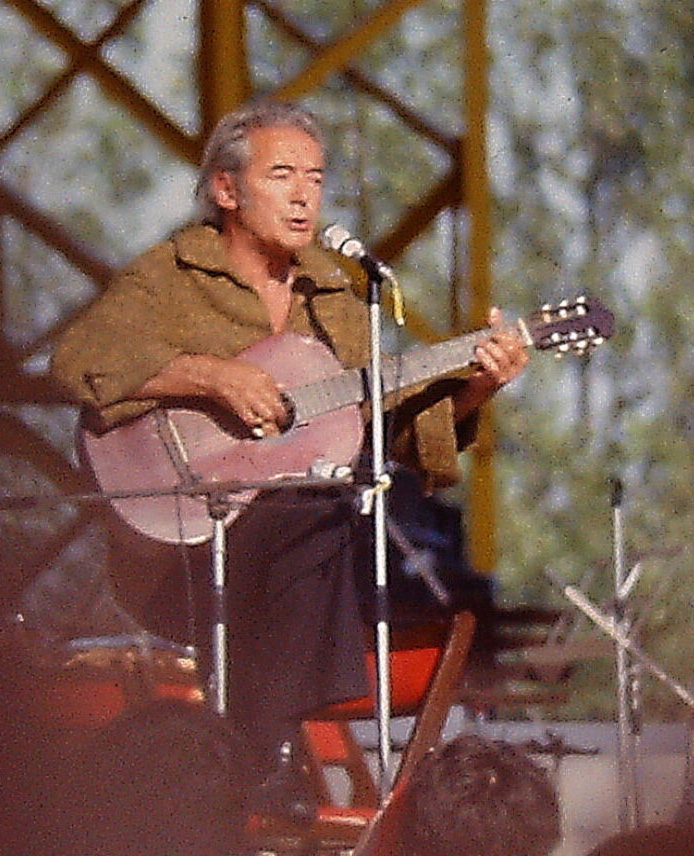
Félix Leclerc en spectacle à la Fête de l'Humanité, à La Courneuve, près de Paris, en 1977.

En 1973, Félix Leclerc chante à l'Autostade de Montréal à l'occasion de la fête nationale du Québec et des célébrations du centenaire de la station CKAC. La même année, l'artiste continue de s'engager à travers son œuvre, cette fois-ci au théâtre, alors qu'il crée la pièce Qui est le père?. Gilbert Grand, du Devoir, y voit un commentaire politique sur la situation du Québec :

« C'est là bien sûr une allégorie transparente de la réalité québécoise: la belle province qui couche avec tout le monde, qui dilapide ses richesses en les laissant aux plus offrants, Anglais ou Américains, sans même avoir consulté les Québécois pour le partage. »

Le 13 août 1974, Félix Leclerc participe, avec Gilles Vigneault et Robert Charlebois, au spectacle de la Superfrancofête, sur les plaines d'Abraham à Québec, devant 150 000 spectateurs. En hommage à Raymond Lévesque, le trio interprète Quand les hommes vivront d'amour. Cette iconique prestation est immortalisée sur l’album J'ai vu le loup, le renard, le lion. La Superfrancofête contribue grandement à faire de Félix Leclerc une légende québécoise. L'événement, présenté devant des milliers de jeunes, témoigne également de la portée du chansonnier, qui rejoint un public de tous horizons.
À partir du milieu des années 1970, Félix Leclerc se fait de plus en plus rare et chacune de ses sorties publiques, en France comme au Québec, est vécue comme un événement. Seule exception notable : une tournée en France en 1977. Il maintient tout de même le cap de l'engagement et, en 1976, il célèbre à Paris la victoire du Parti québécois (PQ) aux élections. Il monte alors sur scène en compagnie des chanteurs Raymond Lévesque et Pauline Julien. Quelques années plus tard, profondément attristé et déçu par l'échec du référendum de 1980, Félix Leclerc s'exprime sans détour :

« Si les Québécois avaient, pour tout ce qui est québécois, la moitié du fanatisme que les Anglais ont pour tout ce qui est anglais, Québec serait un pays libre demain matin. »

### Les dernières années
En 1981, Félix Leclerc fait une rare apparition à la télévision québécoise lorsqu'il accorde une entrevue à Denise Bombardier dans le cadre de l'émission Noir sur blanc. Pour sa contribution à la culture québécoise, il reçoit en 1982 le titre de docteur honoris causa de l'Université de Montréal. Leclerc crée en 1983 la Fondation Félix-Leclerc afin de promouvoir la culture francophone et encourager la composition et la création chez les jeunes auteurs-compositeurs-interprètes et les jeunes poètes francophones. Le 4 avril 1983, Félix Leclerc est invité au Printemps de Bourges pour une soirée d'hommage où se retrouvent plus d'une dizaine d'artistes, dont Maxime le Forestier et Yves Duteil.
En 1984, à l'occasion du centenaire du journal La Presse, le public désigne Félix Leclerc et le hockeyeur Maurice Richard comme « les Québécois les plus illustres et les plus représentatifs de l'heure ». Le quotidien Montréalais organise ensuite une rencontre entre les deux icônes québécoises à l'île d'Orléans. Le 26 juin 1985, Félix Leclerc est nommé Grand Officier de l'Ordre national du Québec par le premier ministre René Lévesque,. L'année suivante, à Québec, le consul français Renaud Vignal fait du chansonnier latuquois un Chevalier de la Légion d'honneur.

### Mort
Félix Leclerc meurt d'un arrêt cardiaque le 8 août 1988, sur l'île d'Orléans, où ses cendres sont enterrées. Une pierre tombale est érigée dans le cimetière de Saint-Pierre-de-l'Île-d'Orléans. Des admirateurs viennent parfois y déposer fleurs et souliers, un clin d'œil à la fameuse chanson du troubadour québécois. Le fonds d'archives de Félix Leclerc est conservé au centre d'archives de Montréal de Bibliothèque et Archives nationales du Québec (BAnQ).

## Vie familiale
De son mariage avec Andrée Vien (1916-2005) est issu Martin, né le 13 juillet 1945, cadreur (opérateur de prise de vues) et photographe. Martin Leclerc a une fille, Mélanie Leclerc, autrice de bande dessinée.
Félix Leclerc a deux autres enfants avec sa seconde épouse, Gaëtane Morin (1940-2018) : Francis Leclerc, réalisateur, et Nathalie Leclerc, directrice générale et artistique de l’Espace Félix-Leclerc et vice-présidente de la Fondation Félix-Leclerc.
Fils de Léonidas et de Fabiola Parrot, sa fratrie était composée de Cécile (épouse de Dr Henri Landry), Jean-Marie, Grégoire (épouse Laurette Gagné),  Gérard, Clémence (épouse Stanislas Coulombe), Thérèse (épouse de Staffan Stensland), Sylvette Houle, Brigitte St-Martin, Gertrude Brajac.[réf. nécessaire]

## Chronologie
- 1914 – Naissance de Félix Leclerc à La Tuque, le 2 août[19].
- 1920-1927 – Études primaires chez les frères maristes, à La Tuque[19].
- 1928 – Leclerc quitte La Tuque pour poursuivre ses études au juniorat des Pères Oblats à Ottawa (Ontario)[19].
- 1931 – Il commence ses études de belles-lettres et de rhétorique à l’université d’Ottawa[19].
- 1933 – Abandon de ses études pour aider ses parents à l’exploitation de leur terre à Sainte-Marthe-du-Cap[19].
- 1934 – Déménagement à Québec, où il est engagé comme annonceur à la radio CHRC. Il se procure également sa première guitare et suit des cours avec Vic Angelillo. Écriture de sa première chanson, Notre sentier[19].
- 1938 – Il est engagé comme annonceur radiophonique au poste CHLN, à Trois-Rivières. Écriture et réalisation de ses premiers sketchs pour la radio[19].
- 1939 – Rencontre de Guy Mauffette, à qui il doit un emploi pour la chaîne Radio-Canada. II interprète sa première chanson, Notre sentier, dans l’émission Le Restaurant d’en face. Participation à plusieurs émissions à titre de comédien, notamment Vie de famille et Un homme et son péché.
- 1941 – Une série d'émissions intitulées Je me souviens lui procure visibilité et notoriété[19].
- 1942 – Il devient membre de la compagnie Les Compagnons de Saint-Laurent[19].
- 1943 – Publication d’Adagio, son premier roman. Le 1er juillet juillet, il épouse Andrée Vien[19].
- 1944 – Publication d’Allegro et Andante, romans qui complètent la trilogie amorcée un an plus tôt avec Adagio[19].
- 1945 – Naissance de son premier fils, Martin, issu de son mariage avec Andrée Vien. Écriture d’une nouvelle série d’émissions pour la radio qu’il intitule L’encan des rêves. Décès de sa mère, Fabiola Parrot[19].
- 1946 – Déménagement à Vaudreuil. Séjour à l’île d’Orléans. Il y écrit un roman, Le Fou de l’île. Publication de son roman Pieds nus dans l’aube[19].
- 1947 – Les Compagnons de Saint-Laurent montent sa pièce de théâtre Maluron[19].
- 1948 – Il participe à la fondation de VLM, une compagnie de théâtre. Présentation de la pièce Le P’tit Bonheur, au centre des loisirs de Vaudreuil et à l’auditorium du collège Bourget de Rigaud[19].
- 1949 – Publication de Dialogues d’hommes et de bêtes, une série de treize contes d'abord écrits pour être lus à la radio[19].
- 1950 – Interprétation de la chanson Moi, mes souliers devant l’impresario français Jacques Canetti, avec qui Leclerc signe un contrat d'exclusivité de cinq ans. Départ pour Paris, où il fait ses débuts à l’ABC[19].
- 1951 – Leclerc présente son tour de chant aux Trois Baudets, une salle de spectacle parisienne. Son album Moi, mes souliers remporte le Grand Prix du Disque de l’Académie Charles-Cros[19].
- 1952 – Première tournée en France et dans plusieurs pays d’Europe et d’Afrique du Nord[19].
- 1953 – Après son succès en Europe, Félix Leclerc fait un retour triomphal au Québec. Il effectue une série de dix récitals au Café Continental de la rue Sainte-Catherine, à Montréal[19].
- 1955 – Parution en France du récit autobiographique Moi, mes souliers. La pièce Le P’tit Bonheur est jouée par la compagnie suisse des Faux-Nez, à Lausanne[19].
- 1956 – Leclerc achète une fermette au 186, chemin de l’Anse, à Vaudreuil. La troupe du Théâtre du Rideau vert présente la pièce Sonnez les matines au théâtre du Monument-National de Québec. Écriture du téléroman Nérée Tousignant pour Radio-Canada[19].
- 1958 – Son deuxième album, Le Train du Nord, obtient le Grand prix du Disque Charles-Cros. Parution de son roman Le Fou de l’île à Paris[19].
- 1959 – Claude Jutra, membre de l’Office national du film du Canada (ONF), réalise Félix Leclerc troubadour[19].
- 1961 – Parution du recueil Le Calepin d’un flâneur, premier d'une série de quatre[19].
- 1963 – Présentation de la pièce L’Auberge des morts subites au théâtre du Gesù et à celui du Monument-National. Présentation de la pièce Le roi viendra demain à la télévision de Radio-Canada[19].
- 1964 – La compagnie Théâtre-Québec présente sa pièce Le P’tit bonheur aux Trois Baudets[19].
- 1965 – Parution de sa première biographie dans la célèbre collection Poètes d’aujourd’hui aux Éditions Seghers. Décès de son père, Léonidas Leclerc[19].
- 1966 – La Comédie-Canadienne monte la pièce Les Temples. Leclerc quitte définitivement Vaudreuil pour séjourner en France[19].
- 1967 – Tournée en France et en Europe avec l'aide de son ami et impresario Jean Dufour. Un livre sur son œuvre, L’Univers poétique de Félix Leclerc, est écrit par Jean-Claude Le Pennec[19].
- 1968 – Divorce de sa première épouse, Andrée Vien. Gaétane Morin, sa nouvelle conjointe, donne naissance à une fille, Nathalie[19].
- 1969 – Mariage de Félix Leclerc et de Gaétane Morin[19].
- 1970 – De retour au Québec, Félix Leclerc s’installe dans sa nouvelle maison de l’île d’Orléans (près de la ville de Québec). Naissance de son deuxième fils avec Gaétane Morin, Francis[19].
- 1973 – Tournée en France, en Belgique et en Suisse. On lui décerne pour la troisième fois le Grand Prix du disque de l’Académie Charles-Cros, cette fois-ci pour l’ensemble de son œuvre[19].
- 1974 – Le 13 août, à l’occasion de la Superfrancofête, Félix Leclerc monte sur la scène des plaines d’Abraham en compagnie de Gilles Vigneault et Robert Charlebois. Ils sont acclamés par 120 000 spectateurs[19].
- 1975 – Félix Leclerc se voit décerner le prix Calixa-Lavallée de la Société Saint-Jean-Baptiste de Montréal et la médaille Bene Merenti de Patria. Parution de l’album Le Tour de l’île[19].
- 1976 – Production du récital Le Temps d’une saison, au Théâtre de l’Île, sur l'île d'Orléans, en collaboration avec Claude Léveillée[19].
- 1977 – Lauréat du prix Denise-Pelletier décerné par le gouvernement du Québec, la plus haute distinction dans le domaine des arts. Dernière tournée en France[19].
- 1978 – Félix Leclerc enregistre, avec François Dompierre, Chansons dans la mémoire longtemps, un coffret de trois disques regroupant trente-six de ses plus belles chansons. Publication du Petit Livre bleu ou Le Nouveau Calepin d’un même flâneur[19].
- 1979 – Réception du Grand prix spécial de l’Association québécoise de l'industrie du disque, du spectacle et de la vidéo (ADISQ). Ces récompenses, tout juste créées, portent le nom de Prix Félix en hommage à Leclerc. Création d’une journée Félix Leclerc par le Mouvement national des Québécoises et Québécois (MNQ)[19].
- 1980 – Félix Leclerc reçoit la médaille d’argent du MNQ et se prononce officiellement pour le « oui » au référendum du 20 mai. L’Association internationale des parlementaires de langue française lui accorde la décoration de la Pléiade. Présentation du film Mon cher Félix, de Kébec-Films, diffusé dans le cadre du 10e anniversaire de Loto-Québec[19].
- 1982 – L’Université du Québec lui décerne un doctorat honorifique[19].
- 1983 – Spectacle en son honneur avec, entre autres, Yves Duteil et Maxime LeForestier. Inauguration du Théâtre Félix-Leclerc et création de la Fondation Félix-Leclerc. Publication de sa biographie aux éditions Boréal Express[19].
- 1984 – Publication de Rêves à vendre ou Troisième calepin d’un même flâneur. Il est fait membre d’honneur de l’Union des écrivains québécois[19].
- 1985 – Il reçoit des mains du premier ministre, René Lévesque, l’un des premiers insignes de l’Ordre national du Québec[19].
- 1986 – Il reçoit l’insigne de chevalier de la Légion d’honneur au consulat à Québec[19].
- 1988 – Le 8 août à 8 heures, il meurt chez lui. Ses funérailles ont lieu dans la simplicité à l’église de Saint-Pierre-de-l’île-d’Orléans. Parution de son Dernier calepin[19].
- 1989 – La chambre de commerce de l’île d’Orléans érige un monument à Félix Leclerc à l’entrée de l’île[19].
- 1990 – Inauguration de la statue dédiée à Félix Leclerc au parc La Fontaine à Montréal[19].
- 1996 – Création du Prix Félix-Leclerc de la chanson par la Fondation Félix-Leclerc, décerné annuellement à un jeune auteur-compositeur-interprète québécois ou français[19].
- 1997 – Création du Prix Félix-Leclerc de la poésie par la Fondation Félix-Leclerc, décerné tous les deux ans à un jeune poète québécois[19].
- 1997 – Un des principaux liens routiers du Québec, l’Autoroute 40 est nommée autoroute Félix-Leclerc en son honneur[19].
- 2000 – L’Académie des Grands Québécois le nomme parmi les Grands Québécois du siècle. Création de la Société de sauvegarde de la mémoire de Félix Leclerc à Vaudreuil-Dorion[19].
- 2003 – Félix Leclerc est intronisé au Panthéon des auteurs et compositeurs canadiens[19].
- 2009 – La maison Félix-Leclerc de Vaudreuil est déclarée monument historique[19].
- 2014 – Félix Leclerc est désigné comme personnage historique par le ministère de la Culture et des Communications[19].
- 2014 – Ouverture de la maison Félix-Leclerc à Vaudreuil-Dorion : un centre d’interprétation en son honneur. Une exposition permanente permet de découvrir les multiples facettes de celui qui nous a touchés avec ses chansons, poèmes et pièces de théâtre[19].

## Thématiques et portée de l'œuvre

### Une œuvre engagée

#### Un «patriote-né»
Pour Geneviève Leblanc, qui a fait son mémoire de maîtrise sur le chansonnier latuquois, la chanson L'alouette en colère constitue un point tournant dans la carrière de Félix Leclerc. Elle y voit la première manifestation explicite du nationalisme québécois dans l'œuvre du chansonnier, qui rédige cette chanson dans la foulée de la crise d'Octobre 1970. Leblanc y lit un avertissement, celui d'un chansonnier qui s'inquiète de voir le « couvercle sauter » si les francophones ne sont pas davantage respectés. Ginette Pelland, professeure de philosophie et auteure, rappelle quant à elle que Félix Leclerc « ne s'est pas éveillé à la politique en 1970 » (elle considère cette perspective comme un «préjugé tenace») et qu'il n'a pas attendu les évènements d'Octobre pour «s'apercevoir que les gens de son pays avaient été trop longtemps humiliés et offensés en raison de leur statut de colonisés et de locataires dans leur propre pays» (Luc Bellemare abonde dans le même sens). Au même titre que Leblanc, Pelland considère tout de même que L'alouette en colère marque un moment fort de l'œuvre de Leclerc, notamment parce qu'elle témoigne d'une révolte intergénérationnelle :

« L'alouette en colère est donc une chanson fondamentale de Leclerc, au sens où elle ne s'appuie pas seulement sur des évènements ponctuels de la situation politique du Québec autour des années 1970 ; elle marque aussi l'accès à une solidarité entre les pères et les fils de la nation ; le père qui assume sa paternité est en même temps capable d'assumer sa situation politique. C'est ce père qui appuie son fils révolté dont il trouve qu'il a raison de l'être, que l'on identifie dans L'alouette en colère. Ce n'est plus le père qui conseille à son fils de se taire, d'endurer, de ne rien oser, lui expliquant qu'il est né pour un p'tit pain et qu'il n'y a aucun espoir de progrès ni d'affranchissement. »

Bien que plus explicite dans L'alouette en colère, l'engagement de Félix Leclerc remonte à très loin dans son œuvre selon Pelland. Elle perçoit cet engagement jusque dans ses premiers contes, notamment dans Adagio, un recueil sorti en 1944. Dans Le voleur de bois, Leclerc raconte l'histoire d'un homme devenu voleur par nécessité. Il tente d'y comprendre la « révolte du déshérité », une figure qu'il associe à la situation du «Canadien français pauvre» et du «Canadien français colonisé» selon Pelland. Leclerc y décrirait la colère de celui qu'on a «dédaigné de valoriser et de reconnaître», qu'on a «méprisé d'emblée en le privant d'éducation et de soins en lui inculquant l'idée qu'il était un minable et un incapable».
Mais la fierté nationaliste de Leclerc n'émane pas que du statut de « colonisé » qu'il dénonce. Cette fierté est également intrinsèquement liée à l'histoire de son peuple, à ses origines et au territoire qu'il habite. Dans Le feu sur la grève (toujours dans Adagio), il célèbre la patrie, les explorations et la mer qu'ont empruntée les ancêtres. Pelland y voit les origines de l'engagement nationaliste explicite que Leclerc manifestera plus tard dans sa carrière :

« Cette fierté de la patrie, du pays, de nos origines, de notre langue et de notre culture, c'est la flamme qu'il faut constamment raviver de génération en génération. Félix Leclerc a toujours raisonné comme cela; on comprend ainsi aisément qu'il n'est certainement pas devenu politiquement engagé uniquement après les évènements d'octobre 1970 au Québec.
Le poète a toujours à ce point fait corps avec son pays que sa poésie n'existerait pas sans lui. C'est la beauté et la fierté de son pays et de ses gens qu'il a toujours célébrées dans son œuvre. En cela, ce poète est un patriote-né. »

Dans sa chanson Le tour de l'île (1975), cet amour de la patrie et des racines est particulièrement apparent. Le poète y célèbre l'île d'Orléans, où les premiers colons français se sont installés. Pour Ginette Pelland, Leclerc érige l'endroit comme symbole de «la persistance du fait français en Amérique». Le chansonnier y est également assez explicite quant à ses positions souverainistes: «Les fruits sont murs/Dans les vergers/De mon pays/Ça signifie/L'heure est venue/Si t'as compris». Toujours en 1975, dans sa chanson Chant d'un patriote, Félix Leclerc évoque un départ en guerre pour «tuer Sa Majesté» (qui représente le pouvoir britannique) et reproche à ses compatriotes un manque d'idéal et une soumission: «En même temps/Qui a bâti géant soumis/Qui a dormi et dort encore/Pourtant pourtant il est midi».

#### Félix Leclerc, apôtre de l'humanisme chrétien?
Le patriotisme de Félix Leclerc ne l'empêche toutefois pas d'être sensible à d'autres réalités sociales, notamment l'immigration. Dans «Monsieur Scalzo» (Adagio), il peint le portrait d'un immigrant italien qui «prodigue des images de beauté» et enchante sa communauté avec des airs d'accordéon qu'il joue en rentrant de l'usine. Le Latuquois est également très admiratif du folklore tzigane, dont il affirme s'être inspiré pour composer plusieurs de ses chansons.
De plus, l'artiste ne s'engage pas seulement dans une perspective nationaliste ou patriotique. Dans son œuvre, le chansonnier-poète célèbre parfois des valeurs plus «universalistes», notamment l'antimilitarisme, qu'il brandit dans Adagio (1944) à l'aube de la Seconde Guerre mondiale. Dans L'attente, il peint le portrait d'un village qui attend le retour d'un jeune homme parti au front. Les villageois veulent alors vivre en harmonie, dans l'espoir de créer un climat propice à faire oublier les horreurs de la guerre : « On prépare la beauté que l'on peut, parce qu'il a vu la laideur. Il se reposera de la haine en nous voyant nous aimer les uns les autres ». La liberté et la solidarité sont d'ailleurs des valeurs majeures dans l'œuvre de Félix Leclerc. Dans Moi, mes souliers, l'une des chansons les plus connues de son répertoire, il exprime métaphoriquement toute l'importance qu'il accorde à la fraternité. On y sent également l'influence de sa spiritualité chrétienne :

« Leclerc pense que ce seront ceux qui auront fait preuve de chaleur et de solidarité qui iront au paradis. Ceux-là qui auront sali leurs souliers, ils se seront impliqués dans le monde. En revanche, les souliers vernis qui ont à peine effleuré la vie, qui l'ont regardée de haut, de loin, qui ont manqué à comprendre que les humains ne sont que poussière et qu'ils pataugent souvent dans la boue, ces souliers-là n'auront pas leur place au paradis.
Chose certaine, Leclerc ne se représente pas le poète et ses congénères comme vivant dans les nuages, au-dessus de la mêlée existentielle; il les voit bien ancrés dans la communauté, au fait de la vie de la majorité des mortels et y participant. »

La foi de Félix Leclerc est palpable à travers son œuvre. Le répertoire du poète, particulièrement à ses débuts, est traversé d'allégories et d'histoires d'inspiration biblique. C'est notamment le cas dans ses tout premiers recueils de récits et de poèmes, Allegro et Andante (1944). Par exemple, dans son conte L'albatros (Andante), Félix Leclerc raconte l'histoire d'un enfant infirme à qui un marin remonte le moral en comparant sa condition à celle d'un albatros. Ce serait un « oiseau qui s'enfarge dans ses ailes quand il est sur terre, l'oiseau ridiculisé qui vient rarement parmi le monde » mais qui « au lieu de gémir, monte quand même, seul, heureux quand même, qui cherche dans l'infini, pour oublier la terre, la direction d'un autre royaume ». Selon Ginette Pelland, ce «royaume» pourrait faire référence au royaume de Dieu ou à celui des hommes s'ils « montrent assez de courage et de lucidité pour proclamer la justice nécessaire entre eux et prôner les valeurs essentielles à la vie en commun ». Difficile de ne pas y percevoir l'humanisme chrétien de Leclerc. Dans son recueil Andante, inspiré de l'Évangile, au moins cinq des dix-neuf « récits-poèmes » sont inspirés de scènes issues de la vie du Christ.

#### Un «chansonnier écologiste»
L'œuvre de Félix Leclerc, comme la vie du poète, est profondément ancrée dans la nature. Le chansonnier latuquois, depuis sa plus tendre enfance, baigne dans un environnement où on chérit la faune et la flore, sources de vie et de folklore. À l'instar de son maître Jean de La Fontaine, Leclerc veut «se servir des animaux pour instruire les hommes» et ce, par le biais d'une morale qu'il assimile en partie à la religion catholique. Selon Robert Proulx, professeur de littérature à l'Université Acadia (Wolfville, Nouvelle-Écosse), l'intime rapport avec la nature que cultive le poète fait même de lui un «chansonnier écologiste». Proulx souligne que, bien que la nature ait toujours été au cœur de l'œuvre de Leclerc, celui qu'on appelait le «chanteur paysan» ou encore le «poète terrien» cultivait une inquiétude grandissante quant au sort des écosystèmes :

« On constate par ailleurs une évolution dans la pensée écologiste de Leclerc. En effet, alors que ses textes en prose comme Pieds nus dans l'aube et Moi, mes souliers mettent l'accent sur la beauté et la grandeur des éléments naturels, ses chansons, et surtout les dernières qu'il a écrites, témoignent d'une inquiétude grandissante devant les ravages causés par l'homme et disent l'urgence d'une mobilisation citoyenne afin de protéger la nature. C'est pourquoi Leclerc peut être considéré comme un écologiste, lui dont le grand amour de la nature a non seulement inspiré les plus belles pages de ses récits et les paroles les plus fortes de ses chansons engagées, mais peut-être aussi tout une génération de chanteurs et de militants. »

### Avant-gardiste de la chanson québécoise et «émissaire culturel» du Québec
Félix Leclerc est sans contredit une pièce majeure dans l'histoire de la chanson québécoise. L'historien André Gaulin lui attribue rien de moins que la création de la «chanson poétique québécoise». Bien qu'il admette que le fulgurant succès du chansonnier latuquois soit grandement imputable à la France et à l'imprésario Jacques Canetti, Gaulin relativise toutefois l'affirmation selon laquelle Leclerc aurait été « boudé par les siens ». Avant 1950, il parle plutôt d'un « succès relatif » au Québec, alors que le chansonnier avait déjà composé quelques dizaines de chansons et était surtout connu pour ses activités radiophoniques.
Dans les années 1940, avant que Félix Leclerc ne parte pour la France, la littérature québécoise (qu'on qualifiait à l'époque de «canadienne») était davantage considérée comme un sous-ensemble de la littérature française que comme une littérature nationale à part entière. Les critiques littéraires québécois, souvent issus de collèges classiques conservateurs, étaient alors obsédés par la littérature française et attendaient l'arrivée messianique d'un premier «grand auteur canadien».
Lorsqu'il publie sa trilogie de recueils (Adagio, Andante et Allegro) au milieu des années 1940, Félix Leclerc suscite l'espoir d'être l'élu tant espéré, celui qui pourrait sauver la «petite littérature» québécoise. Toutefois, la sortie de Dialogues d'hommes et de bêtes en mars 1949 change la donne, comme l'explique André Gaulin : « …la critique déchante et s'irrite, trouvant cette littérature beaucoup trop paysanne, incapable de gagner la ville et la modernité ». Ginette Pelland y voit la marque d'une attitude profondément réactionnaire :

« … plusieurs critiques des premières œuvres du poète ont fait mine de ne pas saisir le fond de réalité sociale, humaine, sociologique et politique qui alimentait ces ouvrages. Sous le couvert de personnages animaux, il y était à l'évidence question de la manière de vivre des Québécois, de leurs croyances, des marques imprimées dans leur mentalité et dans leurs attitudes par des siècles de colonialisme, de leur manque d'instruction qui a duré si longtemps, de leurs travers et de leurs mérites.
En définitive, on peut penser que certains critiques étroits ont sans aucun doute été décontenancés et déstabilisés dans leur conservatisme idéologique aussi bien qu'esthétique par la franchise et l'effronterie de l'artiste Leclerc qui s'avérait, d'entrée de jeu dans l'art, un critique social redoutable et avant-gardiste. »

À l'époque, une condescendance élitiste similaire règne sur le monde de la chanson. Les critiques renvoyaient la chanson au folklore et à la chansonnette, «un genre frivole, indigne d'attention littéraire, synonyme de sornettes même dans les dictionnaires». De par la qualité de sa prose et son rayonnement international, Leclerc a contribué à crédibiliser la chanson québécoise. Pelland voit en lui un «émissaire culturel» :

« Le poète Félix Leclerc est très certainement une figure emblématique du Québec. Au début des années 1950, il a inscrit notre culture sur la carte du monde. Invité à se produire à Paris pour une série de spectacles, il y a affirmé la souveraineté de son art. Cela a contribué à faire reconnaître le Québec, en Europe et ailleurs, comme un pays original en raison de sa culture francophone logée au cœur de l'Amérique anglaise. »

## Discographie

### Albums
- 1951 : Félix Leclerc chante ses derniers succès (Polydor, LP 530 001 [France]; Quality, LP 701 [Canada]; Réédité en 1957 : Philips, N 76.087 [France]; Réédité en 1958 : Philips, B 76.087 [France])
- 1957 : Félix Leclerc chante (Philips, V-5, Édition limitée)
- 1960 : Les Nouvelles Chansons de Félix Leclerc (Philips, B-76.486-R)
- 1962 : Le Roi heureux (Philips, B-77.389-L)
- 1964 : Félix Leclerc (Philips, B-77.801)
- 1964 : Mes premières chansons. (Nouveaux enregistrements) (Philips, 77.846)
- 1966 : Moi mes chansons (Philips, 70.352)
- 1967 : La Vie (Philips, 844.717)
- 1969 : Félix Leclerc dit Pieds nus dans l'aube (Polydor, 2675.134; Réédition 2003 : Universal)
- 1969 : J'inviterai l'enfance (Philips, 849.491)
- 1972 : L'Alouette en colère (Philips, 6325.022; Rééditié en 2023, édition « 50e anniversaire » avec démos inédits : Universal)
- 1975 : Le Tour de l'île (Philips, 6325.242)
- 1978 : Mon fils (Philips, 9101.220; Réédité en 1989, Amplitude, CHCD-3004)
- 1979 : Le Bal. (Nouveaux enregistrements sous la direction de François Dompierre) (Polydor, 2912.032)
- 1979 : Mouillures. (Nouveaux enregistrements sous la direction de François Dompierre) (Polydor, 2912.033)
- 1979 : Prière bohémienne. (Nouveaux enregistrements sous la direction de François Dompierre) (Polydor, 2912.034)
- 1979 : La Légende du petit ours gris / Le Journal d'un chien (extraits). (Contes pour enfants récités par Félix Leclerc sur des musiques de Claude Léveillée) (Polydor, 2424.196)

### Simples
- 1950 : Notre sentier (1950) – Le Petit Bonheur (1950) (Polydor, 560 250; Quality, P061)[123]
  - Notre sentier (1950) – Le Petit Bonheur (version 1951) (Nouveaux pressages en 1951 avec contenu différent; Polydor, 560 250; Quality, P061)
  - Notre sentier (avec André Grassi et son orchestre) – Le Petit Bonheur (version 1951) (Nouveaux pressages en 1951 avec contenu différent; Polydor, 560 250; Quality, P061 [2])
- 1950 : Le Roi heureux – Le Bal (1950) – Moi, mes souliers (1950) (Polydor, 560 251; Quality, P062; Réédité en 1951, Quality, P062 [2])[123]
  - Le Roi heureux – Le bal (version 1951) – Moi, mes souliers (version 1951) (Nouveaux pressages en 1951 avec contenu différent; Polydor, 560 251; Quality, P062 [2])
- 1950 : Le Train du Nord – La Gigue – Petit Pierre (Polydor, 560 255; Quality, P072)[123]
- 1950 : Mac Pherson – La Complainte du pêcheur (Polydor, 560 256; Quality, P073)[123]
- 1951 : Félix Leclerc avec André Grassi et son orchestre : La mer n'est pas la mer – Hymne au printemps (Polydor, 560 292; Quality, P090)[123]
- 1951 : Félix Leclerc avec André Grassi et son orchestre : Bozo – La Danse la moins jolie (Quality, P093)[123]
  - 1951 : Félix Leclerc avec André Grassi et son orchestre : Bozo (2e prise) – La Danse la moins jolie (Polydor, 560 293; Quality, P093, nouveau pressage avec contenu différent)[123]
- 1951 : Félix Leclerc avec André Grassi et son orchestre : La Complainte du pêcheur – Demain si la mer (Quality, P101)[123]
- 1951 : Félix Leclerc avec André Grassi et son orchestre : Épousailles (Matin de noces) – Chanson de nuit (Polydor, 560 320; Quality, P105)[123]
- 1951 : Félix Leclerc avec André Grassi et son orchestre : Écho – Présence (Polydor, 560 321; Quality, P102)[123]
- 1951 : Le Petit Ours (avec André Grassi et son orchestre) – Francis (Polydor, 560 368; Quality, P127)[123]
- 1951 : Contumace – Elle n'est pas jolie (Polydor, 560 357; Quality, P132)[123]
- 1951 : Félix Leclerc avec André Grassi et son orchestre : L'Homme au vélo – Le Boiteux amoureux (Polydor, 560 392; Quality, P143)[123]
- 1951 : Félix Leclerc avec André Grassi et son orchestre : L'Homme au vélo – Tu allumes ma nuit (Polydor, 560 393; Quality, P140)[123]
- 1952 : Complot d'enfants – Prière bohémienne (Quality, P148)[123]
- 1953 : Prière bohémienne (version 1953) – Le Galérien (Polydor, 560 446)[123]
- 1953 : Chanson du pharmacien – Lettre de mon frère – Pour la mort d'un chien (Polydor, 560 447)[123]
  - 1953 : Chanson du pharmacien (2e prise) – Lettre de mon frère (2e prise) – Pour la mort d'un chien (Nouveau pressage avec contenu différent; Polydor, 560 447)[123]
- 1953 : Moi mes souliers – Hymne au printemps – La Chanson du pharmacien – Le Petit Bonheur – Le Bal – Bozo (Nouveaux enregistrements sauf La chanson du pharmacien; Polydor, 576.003; Réédité en 1955, Polydor, 576.003; Réédité en 1957, Philips, 432.108 NE; Réédité en 1958, Philips, 432.108 BE; Réédité en 1965, Philips, 432.108 BE)[123]
- 1955 : Félix Leclerc et sa guitare, « Chansons du théâtre de village » Le P'tit Bonheur : Prologue – L'Affaire décourageante – La Muette – Visite à l'hôpital – La Veuve – Le Banc sur la route – Le Héros – Finale du Petit Bonheur. (Extraits de la pièce Le P'tit Bonheur avec Julien Lippé et Jean-Pierre Masson) (Polydor, 576 022)[123]
- 1957 : Bozo – Moi mes souliers. (Réédition de titres déjà parus) (Épic, E 1014)[123]
- 1957 : Prologue du Petit Bonheur – L'Affaire décourageante – La Muette – Visite à l'hôpital (Réédition de titres déjà parus) (Épic, E 1016)[123]
- 1957 : La Veuve – Le Banc sur la route – Le Héros – Finale du Petit Bonheur. (Réédition de titres déjà parus) (Épic, E 1018)[123]
- 1957 : Attends-moi ti-gars – Le Québécois. (Épic, E 1054)[123]
- 1957 : Comme Abraham – Le roi viendra demain. (Épic, E 1055)[123]
- 1957 : L'Héritage – Tirelou. (Épic, E 1071)[123]
- 1957 : À Pierrot (La Chanson de Pierrot). (Philips, V-5). Parolier : Raymond Devos)[123]
- 1964 : Le Québécois – Le roi viendra demain (Philips France, 372 546)[123]
- 1964 : Les Algues – La Valse à Joseph (Philips, 373 479)[123]

### Concerts
- 1976 : Merci la France. (En spectacle au Théâtre Montparnasse-Gaston Baty en décembre 1975) (Philips, 6621.035; Réédité en 2008 dans le coffret « Le Grand Bonheur », XXI-21, XXICD21630)
- 1989 : L'Ancêtre. (En spectacle au Théâtre de l'Île d'Orléans en décembre 1976, réédition partielle de l'album Le Temps d'une saison, sans les interventions de Claude Léveillée) (1989, Kébec-Disc, KD-2-3008; 1989, Amplitude, CHCD-3008)
- 1998 : Au temps des boîtes à chansons à la Butte à Mathieu : Félix Leclerc. (En spectacle à la Butte à Mathieu au cours de la saison 1961-1962) (Analekta, AN 2 7010)
- 2005 : Félix, Nicolet 1964. (En concert à l'Auditorium du Couvent de Nicolet) (XXI-21 Records, XXI21527)

### Compilations
- 1958 : Félix Leclerc et sa guitare (Epic, LF 2001 [Canada]; Réédité : Philips, B-77.897)
- 1959 : Félix Leclerc et sa guitare, no 2 (Epic, LF 2008 [Canada]; Réédité vers 1964 : Philips, B 77.898L [France]; Réédité en 1977 : Philips, 9101 113 [France])
- 1959 : Félix Leclerc et sa guitare, no 3 (Epic, LF 2012 [Canada])
- 1964 : Moi, mes souliers (Philips, 844.711 [France])
- 1964 : La Drave (Philips, 844.712 [France]; Polydor, 2424 149 [Canada])
- 1968 : L'Héritage (Philips, 844.713)
- 1968 : Le Roi heureux (Philips, 844.714)
- 1968 : Le Jour qui s'appelle aujourd'hui (Philips, 844.715 BY [France]; Réédité en 1974, Polydor, 2424 152 [Canada])
- 1968 : Mes longs voyages (Philips, 844.716)
- 1970 : Félix Leclerc chante pour les enfants (Philips, 6461.031)
- 1971 : Pleins feux sur Félix Leclerc (Philips, 6641.030)
- 1972 : Félix Leclerc. (Entrevue d'Andréanne Lafond suivie de chansons) (Radio-Canada International, F-701)
- 1979 : Chansons dans la mémoire longtemps. (coffret de 3 disques réunissant les disques Polydor 2912.032, 2912.033 et 2912.034; Réédition 1997 : Citation, CCD-2-3232)
- 1987 : Heureux qui comme Félix. (Coffret de 4 disques audionumériques réunissant les disques Amplitude 3001, 3002, 3004 et 3008)
  - Chanson dans la mémoire longtemps, volume 1 (Amplitude, CHCD-3001; Réédité en 1992)
  - Chanson dans la mémoire longtemps, volume 2 (Amplitude, CHCD-3002; Réédité en 1992)
  - Mon Fils (Amplitude, CHCD-3004; Réédité en 1992)
  - L'Ancêtre (Amplitude, CHCD-3008; Réédité en 1992)
- 1989 : Le P'tit Bonheur/Le coffret (1989, coffret de 6 disques audionumériques réunissant les disques Philips CD-838.072 à 838.077)
  - 1989 : Le Petit Bonheur (Philips, CD-838.072-2)
  - 1989 : La Vie, l'Amour, la Mort (Philips, CD-838.073-2)
  - 1989 : La Gaspésie (Philips, CD-838-074-2)
  - 1989 : L'Alouette en colère (Philips, CD-838.075-2)
  - 1989 : La Complainte du phoque en Alaska (Philips, CD-838.076-2)
  - 1989 : L'Encan/Le Tour de l'île. (Extrait du concert Merci la France. Il est suivi de quelques inédits au CD, tel que le conte Le Procès d'une chenille.) (Philips, CD-838-077-2)
- 1991 : Félix Leclerc : 21 titres, chansons d'auteur (Philips, 822.995-2)
- 1992 : Félix Leclerc (Double CD) (Philips 846-422-2)
- 1999 : Les Talents du siècle (Universal, 546 287-2)
- 2001 : Je me souviens… (Universal, 5865892)
- 2002 : Mes premières chansons (XXI-21 Records, XXI21428)
- 2002 : Le Meilleur (Olivi Music, OLI21694)
- 2003 : L'Héritage (Universal Music, 0249811786)
- 2004 : Chansons perdues chansons retrouvées (XXI-21 Productions, XXI-CD 2 1462)
- 2008 : Anthologie 40 chansons (XXI-21, XXICD21648)
- 2008 : Le Grand Bonheur. (Coffret de 10 disques) (XXI-21, XXICD21630)

### Participations
- 1974 : J'ai vu le loup, le renard, le lion. (Avec Gilles Vigneault et Robert Charlebois) (Production VLC-13, VLCC-13.1.2; Réédité en 1989, GSI Musique)
- 1976 : Le Temps d'une saison. (En spectacle avec Claude Léveillée) (Polydor, 2675.144; Réédité partiellement en 1989 sous le titre L'Ancêtre, sans les interventions de Claude Léveillée, Kébec-Disc, KD-2-3008 & Amplitude, CHCD-3008)
- 1995 : Beau Dommage – Rideau. Bozo ; La Mort de l'ours (Deux enregistrements inédits enregistrés avec Félix Leclerc en 1977) (Audiogram, ADCD-10089)
- 2015 : Duos Félix. (Duos virtuels avec Bobby Bazini, Nadja, Sally Folk, Bruno Pelletier, The Lost Fingers, etc.) (Believe / Edc Musique)

### Hommages
- 1977 : Monique Leyrac chante Félix Leclerc (Polydor, 2424.157).
- 1981 : Nicole Croisille chante Moi mes souliers et l'incorpore à son album « Paris-Montréal ».
- 1988 : Johanne Blouin – Merci Félix[124] (Productions Guy-Cloutier, PGC-CD-904; Réédition en 2008 : Tandem, TMUCD5805)
- 1989 : Félix Leclerc raconté aux enfants (narration de Jean-Paul Sermonte). (Amplitude, CH-CD-3002)
- 1993 : Claude Corbeil. (Le chanteur d'opéra enregistra plusieurs chansons de Leclerc.) (Helios)
- 1995 : Éric Zimmermann - Merci Félix (DUA 1995-2). Éric Zimmermann interprète treize chansons de F. Leclerc en alternance avec des extraits d'interview de celui-ci, plus une chanson hommage dont il a composé la musique sur un texte de J.-P. Sermonte.
- 1999 : Monique Leyrac – Leyrac chante Leclerc. (En spectacle au Grand Théâtre de Québec le 31 janvier 1977) (Analekta, AN 2 8814).
- 2000 : Heureux qui comme Félix. (Coffret de 10 disques représentant l'intégralité de l'émission radiophonique diffusée sur les ondes de Radio-Canada en juin 1998.) (GSI Musique, GSIC-10-981)
- 2000 : Le 08-08-88 à 8h08 – Spectacle en hommage à Félix Leclerc. (Un hommage à Félix Leclerc présenté au Théâtre du Capitole à Québec, avec Claude Gauthier, Marie-Michèle Desrosiers, Daniel Boucher et Sabrina Bisson) (GSI Musique, GSI-C-983)
- 2002 : Félix Leclerc en colère. Le 4 août 2001, Pierre Harel, avec l'appui de ses anciens complices des premiers jours : Michel Lamothe, Roger Belval et Johnny Gravel, accompagnés du guitariste Bob Champoux et du claviériste Michel Bessette, présente son spectacle Harel chante Félix en colère au Club Soda, lors des FrancoFolies de Montréal. L'année suivante, une version studio de ce répertoire du géant de La Tuque paraît sur disque (ART CD 478).
- 2003 : François Béranger – Béranger chante Leclerc. (Le chanteur français enregistra peu de temps avant de mourir un album consacré à Félix Leclerc, qui l'avait beaucoup marqué durant sa jeunesse. Ce disque sortit après la mort de François Béranger.) (Futur Acoustic)
- 2003 : Yvon Sylva chante Félix, aux Oiseaux de passage à Québec,
- 2004 : Yvon Sylva (Aubé), Dans les souliers de Félix, oncert bénéfice au profit du Mouvement CESSE, À Saint-Jean-Sur-Richelieu.
- 2004 : Jean-Marie Vivier – Merci Félix. (Contenant entre autres Les 1 000 000 façons de tuer un homme, Notre sentier et La Mort de l'ours.)
- 2005 : Hugues Aufray chante Félix Leclerc. (L'artiste reprend 16 titres de Leclerc, dont Le Petit Bonheur et Moi, mes souliers.) (Mercury, 982509-6)
- 2006 : Hélène Maurice – Je n'attacherai pas tes ailes. (La chanteuse québécoise sortit un disque en 2006, suivi d'une tournée en France, présentant les œuvres de Leclerc.)
- 2006 : Chapeau! Félix. Félix Leclerc interprète Cadet Rousselle. (Un hommage à Leclerc rendu par Jorane, Mara Tremblay, Catherine Durand et Dobacaracol. Elles revisitent quelques classiques du poète : Le Train du Nord, Le Petit Bonheur et L’Hymne au printemps. L'album contient une prestation de Cadet Rousselle par Félix Leclerc extrait d'un film produit par l'Office national du film du Canada en 1989.) (La Montagne secrète, 2-923163-27-3)
- 2008 : Hommage à Félix Leclerc. Album commémorant les 20 ans du décès de Félix Leclerc avec la participation de Richard Séguin, Fred Pellerin, Vincent Vallières, le groupe Karkwa, Johanne Blouin et plusieurs autres.
- 2018 : Héritage - Hommage à Félix Leclerc. Album paru le 9 novembre 2018 à l'occasion des 30 ans du décès de Félix Leclerc. Il réunit de jeunes artistes qui n'étaient pas encore nés au moment du décès de Félix Leclerc : M-MO, Émile Bilodeau, Pomme, mon doux saigneur, Eric Charland, Charles Landry, Sam Harvey, Lou-Adriane Cassidy, Matt Holubowski, Lydia Képinski. Cet album imaginé par l'auteure et animatrice Monique Giroux, est accompagné d'un quintette à cordes. (GSI musique)[125].

## Œuvre littéraire

### Contes et poèmes
- Adagio, recueil de contes, Montréal, Fides, 1943
- Allegro, recueil de fables, Montréal, Fides, 1944
- Andante, recueil de poèmes, Montréal, Fides 1944
- Le Hamac dans les voiles, extraits choisis d'Adagio, d'Allegro et d'Andante, Montréal, Fides, 1952

### Théâtre
- Le P'tit Bonheur. Douze saynètes. Créée au Théâtre du Gézù, 23 octobre 1948. Montréal, Beauchemin, 1959
- Dialogue d'hommes et de bêtes, Montréal, Fides 1949
- L'Auberge des morts subites, Montréal, Beauchemin, 1963
- Qui est le père ?, Montréal, Leméac, 1977

### Romans
- Pieds nus dans l'aube, Montréal, Fides 1946
- Le Fou de l'Île, Paris, Denoël 1958 ; Montréal, Beauchemin 1958
- Carcajou ou le diable des bois, Paris, Robert Laffont, 1972 ; Montréal, Éditions du Jour, 1973

### Maximes
- Le Calepin d'un flâneur, Montréal, Fides, 1961
- Chansons pour tes yeux, Paris, Robert Laffont 1968 ; Montréal, Fides 1976
- Le Petit Livre bleu de Félix ou Le Nouveau Calepin du même flâneur, Montréal, Nouvelles Éditions de l'Arc et Carcajou, 1978
- Rêves à vendre, Montréal, Nouvelles Éditions de l'Arc, 1984
- Le Dernier Calepin, Montréal, Nouvelles Éditions de l'Arc et Carcajou, 1988

### Divers
- Moi, mes souliers, autobiographie, Paris, Amiot-Dumont, 1955 ; Montréal, Fides, 1960
- Cent chansons, recueil de chansons, Montréal, Fides, 1970

## Filmographie

### Adaptations de ses œuvres au cinéma
- 1994 : Pieds nus dans l'aube, film québécois réalisé par Jacques Gagné
- 2012 : MacPherson, court métrage d'animation québécois réalisé par Martine Chartrand
- 2017 : Pieds nus dans l'aube, film québécois réalisé par Francis Leclerc, avec Roy Dupuis, Claude Legault et Robert Lepage

### Comme acteur

#### Cinéma
- 1956 : Chantons maintenant, court métrage canadien réalisé par Claude Jutra, ONF
- 1957 : La Drave, court métrage canadien réalisé par Raymond Garceau, ONF
- 1958 : Félix Leclerc, troubadour, documentaire canadien réalisé par Claude Jutra ONF
- 1959 : Les Brûlés, documentaire canadien (un remontage par l'ONF issu d'une épisode de la série télévisée Panoramique diffusé par la Télévision de Radio-Canada) réalisé par Bernard Devlin. DVD paru en 2007
- 1965 : Manic 5, documentaire québécois produit par Hydro-Québec
- 1968 : La Vie documentaire réalisé par Jean-Claude Labrecque et Jean-Louis Frund
- 1988 : C'est la première fois que je la chante, de Abderrahmane Mazouz (Documentaire dont les images sont tirées de cinq films produits à l'ONF durant les années cinquante : Un Canadien à Paris de la série Coup d'œil, Chantons maintenant, Félix Leclerc, troubadour, La Drave et Les Brûlés) - DVD paru en 2002
- 1989 : Félix Leclerc chante Cadet Rousselle, documentaire réalisé par Daniel Frenette, production de l'ONF
- 1994 : Pieds nus dans l'aube, film québécois réalisé par Jacques Gagné

#### Télévision
- 1952 : Un Canadien à Paris, Félix Leclerc, reportage de la série Coup d'œil (SRC) réalisé par Grant Mac Lean
- 1959 : Les Brûlés, épisode de la série Panoramique (SRC) réalisé par Bernard Devlin
- 1974 : Félix Leclerc en récital (enregistré en 1974) réalisé par Pierre Desjardins
- 1977 : Félix Leclerc raconte… Légendes du Québec réalisé par Peter Sander
- 1985 : Rêves à vendre, émission de la série Les Beaux Dimanches. Félix Leclerc écrit et participe à cet hommage proposé par Jean-Pierre Ferland et diffusée le 13 janvier 1985 à la SRC. Avec Jean Lapointe, Marc Favreau, Ding et Dong, Ludmilla Chiriaeff, Guy Hoffman, Alfred Pellan, Michel Tremblay, Marie-Claire Séguin et Diane Dufresne

### Comme auteur

#### Télévision
- 1956 : Nérée Tousignant, téléroman écrit pour la SRC
- 1957 : Eaux vives, sketchs pour la SRC
- 1957 : Village du refus, téléthéâtre de la SRC
- 1964 : Le roi viendra demain, téléthéâtre de la SRC

## Théâtre

### Comme acteur
- 1946 : Les Précieuses ridicules, de Molière avec Les Compagnons de St-Laurent
- 1946 : Le Médecin malgré lui, de Molière avec Les Compagnons de St-Laurent

### Comme auteur
- 1947 : Maluron
- 1948 : La Caverne des splendeurs
- 1948 : Le P'tit Bonheur
- 1949 : Dialogue d'hommes et de bêtes
- 1951 : Théâtre de village
- 1952 : Les Péchés dans le hall (reprise par le théâtre Ford du poste CBF)
- 1952 : Le Hamac dans les voiles
- 1955 : Moi mes souliers (adaptation scénique de l'autobiographie éponyme)
- 1956 : Sonnez les matines
- 1958 : Le Fou de l'île (adaptation scénique du roman éponyme)
- 1962 : L'Auberge des morts subites
- 1966 : Les Temples
- 1973 : La Peur à Raoul
- 1973 : Carcajou ou le diable des bois
- 1974 : L'Ancêtre

## Distinctions
- 1951 : Grand prix du disque de l'Académie Charles-Cros en France pour sa chanson Moi mes souliers
- 1958 : Grand prix du disque de l'Académie Charles-Cros en France pour le disque Félix Leclerc et sa guitare
- 1968 : Officier de l'ordre du Canada[126]
- 1973 : Grand prix du disque de l'Académie Charles-Cros en France pour l'ensemble de son œuvre
- 1975 : Prix Calixa-Lavallée de la Société St-Jean-Baptiste
- 1975 : Bene merenti de patria
- 1976 : Diplôme d’honneur de la CCA (Conférence Canadienne des Arts)
- 1976 : Disque d'or par le syndicat national de l'édition phonographique (SNEP) pour l'album J'ai vu le loup, vendu à plus de 100 000 exemplaires en France[127].
- 1977 : Prix Denise-Pelletier du Gouvernement du Québec
- 1979 : Trophée Félix hommage lors du gala de l'ADISQ. Les prix Félix, nommés en l'honneur de Félix Leclerc, récompensent depuis 1979 les artistes québécois ou œuvrant au Québec.
- 1983 : création.
- 1985 : Grand officier de l'Ordre national du Québec[128]
- 1986 : Chevalier de la Légion d'honneur
- 1987 : Médaille de l'Académie des lettres du Québec
- 1988 : Prix Fleury-Mesplet
- 1989 : un monument en sa mémoire est érigé au cimetière de Saint-Pierre-de-l'Île-d'Orléans.
- 1990 : statue de Félix Leclerc, un imposant monument le représentant et qui trône dans le parc La Fontaine, au centre-ville de Montréal
- 1996 : création du Prix Félix-Leclerc de la chanson par la Fondation Félix-Leclerc décerné annuellement à un jeune auteur-compositeur-interprète québécois dans le cadre des Francofolies de Montréal et à un jeune auteur-compositeur-interprète français lors d'une soirée à Paris.
- 1997 : création du Prix Félix-Leclerc de la poésie par la Fondation Félix-Leclerc décerné à tous les deux ans à un jeune poète québécois dans le cadre du Festival international de la poésie de Trois-Rivières.
- 1997 : Au Québec, l'autoroute 40, sur 325 kilomètres, est nommée en son honneur Autoroute Félix-Leclerc. Cette voie, sur la rive nord du fleuve Saint-Laurent, relie la Vieille Capitale qu'est Québec à Pointe-Fortune, dernière municipalité québécoise avant l'Ontario. Les 21 kilomètres de la 40 à Montréal ont l'appellation Autoroute métropolitaine.
- 2000 : Grand Québécois du siècle de l'Académie des Grands Québécois
- 2003 : intronisé au Panthéon des Auteurs et Compositeurs canadiens
- 2011 : Une plaque commémorative est dévoilée à Paris, sur la façade du Crystal Hotel, rue Saint-Benoit pour rendre hommage pour sa figure marquante de la chanson française[129]
- 2014 : désigné comme personnage historique par le ministère de la Culture et des Communications[130].

### Toponymie
Au Québec, de son vivant et à titre posthume, divers bibliothèque, écoles, parcs, rues et autres endroits publics ont été nommés en son honneur.
- Autoroute 40 maintenant Autouroute Félix-Leclerc
- Bibliothèque - située dans le quartier Val-Bélair de la ville de Québec. Nommée et inaugurée en 1986
- Boisé - Ville Saguenay
- Cégep - Cégep de l'Outaouais - Campus Félix-Leclerc à Gatineau
- Chemin - Prévost
- Écoles - Primaires : Montréal, Longueuil, Saint-Constant - Secondaires : Pointe-Claire, Repentigny, Shawinigan-Sud
- Espace - Espace Félix-Leclerc, Centre d'interprétation à Saint-Pierre de l'île d'Orléans
- Maison - Vaudreuil-Dorion
- Montée - Prévost
- Parcs - Blainville, Montréal, Québec, SAint-Jean-sur-le-richelieu, Sainte-Marthe-sur-le-lac, Vaudreuil-Dorion
- Place - Mascouche, Sainte-Catherine
- Rue - 26 municipalités et villes au Québec ayant une rue Félix-Leclerc en son honneur. Cela ne compte pas les rues ou lieux avec les titres de ses chansons et recueil de contes comme la rue du Petit-Bonheur dans la ville de Québec.
- Site Patrimonial - Vaudreuil-Dorion

#### Ouvrages
- Luc Bellemare, Jean-Pierre Sévigny et al. (dir.), Félix Leclerc. Héritage et perspectives, Québec, Septentrion, 2020, 333 p. (ISBN 9782897910990)
- Jacques Bertin, Félix Leclerc : le roi heureux, Paris, Arléa, 1986, 315 p. (ISBN 2-86959-012-1)
- Marcel Brouillard, Felix Leclerc : l'homme derrière la légende, Montréal, Editions Quebec/Amerique, 1994, 361 p. (ISBN 2-89037-762-8)
- Marcel Brouillard, Félix Leclerc: l'histoire d'une vie, Montréal, Éditions Les Intouchables, 2005, 81 p. (ISBN 2-89549-164-X)
- Jean Dufour et coll., Félix Leclerc : d'une étoile à l'autre, Saint-Cyr-sur-Loire, C. Pirot, 1998, 169 p. (ISBN 2-86808-122-3)
- Marguerite Paulin, Félix Leclerc : filou, le troubadour, Montréal, XYZ éditions, 1998, 181 p. (ISBN 2-89261-245-4)
- Ginette Pelland, Félix Leclerc, écrivain du pays, Montréal, Les éditions Michel Brûlé, 2008, 354 p. (ISBN 9782894854242)
- Jean-Paul Sermonte, Félix Leclerc : roi, poète et chanteur, Monaco, Editions du Rocher, 1989, 155 p. (ISBN 2-268-00807-X)
- Jean-Paul Sermonte, Félix Leclerc : le roi-poète, Ottawa, Editions Antoine Broquet, 2009, 233 p. (ISBN 978-2-89654-132-4)
- Éric Zimmermann, Félix Leclerc : la raison du futur, Paris/Montréal, Éd. D. Carpentier/Éd. Saint-Martin, 1999, 224 p. (ISBN 2-84167-113-5)